# Liste der Kulturdenkmale in Bad Lausick

Wappen von Bad Lausick

In der Liste der Kulturdenkmale in Bad Lausick sind die Kulturdenkmale der sächsischen Stadt Bad Lausick verzeichnet, die bis April 2024 vom Landesamt für Denkmalpflege Sachsen erfasst wurden (ohne archäologische Kulturdenkmale). Die Anmerkungen sind zu beachten.
Diese Aufzählung ist eine Teilmenge der Liste der Kulturdenkmale im Landkreis Leipzig.

## Bad Lausick
| Bild                                    | Bezeichnung | Lage | Datierung | Beschreibung | ID       |
| --------------------------------------- | --- | --- | --- | --- | -------- |
| Direkt Bild zu diesem Denkmal hochladen | Ehemalige Sägemühle, mit Wohnhaus und Scheune | Alte Buchheimer Straße 1 (Karte)                                                                            | Um 1800 | Alte Ortslage Reichersdorf, Wohnhaus ein Putzbau mit hohem Krüppelwalmdach, ortsgeschichtlich bedeutsam und ortsbildprägend. - Wohnhaus: zweigeschossiger Putzbau mit hohem Krüppelwalmdach, Erscheinungsbild durch jüngere Veränderung etwas beeinträchtigt - Scheune: Lehm, Korbbogentor und Traufgesims aus Porphyrtuff, Torgewände überputzt, hohes Krüppelwalmdach | 08972167 |
| Weitere Bilder                          | Mietshaus in Ecklage | Badstraße 7 (Karte)                                                                                         | Um 1907 | Straßenbildprägender Bau in Jugendstilformen mit historistischen Nachklängen, schlichte Putzfassade mit Klinkergliederungen, baugeschichtlich von Bedeutung. Dreigeschossiger Putzbau, Satteldach, Klinkergliederungen, verbrochene Ecke, betont durch Seitenrisalite mit aufwendigen Giebeln. | 08972084 |
| Direkt Bild zu diesem Denkmal hochladen | Wohnhaus in geschlossener Bebauung | Badstraße 11 (Karte)                                                                                        | Um 1885 | Putzbau, Seitenrisalite mit Dreiecksgiebeln, dezenter Fassadenschmuck, Zeugnis baulicher Entwicklung der Stadt im späten 19. Jahrhundert, ortsentwicklungsgeschichtlich von Bedeutung. Zweigeschossiger Putzbau über Natursteinsockel, Satteldach, Seitenrisalite mit Dreiecksgiebeln, dezenter Fassadenschmuck an Obergeschossfenstern, Traufe und in den Giebelfeldern, originale Haustür, Ladeneinbau mit ursprünglicher Gestaltung. | 08972085 |
|                                         | Mühlengebäude, Hofpflasterung und Toranlage (ehemals Mühlenwerke Uhlig & Weiske) | Badstraße 21 (Karte)                                                                                        | 1913 | Viergeschossiges Eisenbetongebäude, charakteristische Großmühle, Architekt: Emil Franz Hänsel, Leipzig, ortsgeschichtliche, wirtschaftshistorische und technikgeschichtliche Bedeutung. Viergeschossiges Eisenbetongebäude, Rauputz, stark geöffnete Lochfassade, rückwärtig Röhrensilo mit geschweiftem Dach von 1934, die Mühle bis 1993 in Betrieb. | 08972087 |
|                                         | Wohnhaus in offener Bebauung, seitlicher Vorgarten mit Einfriedung und Reste des Tores sowie Wirtschaftsgebäude im Hof (ehemals Mühlenwerke Uhlig & Weiske) | Badstraße 21 (Karte)                                                                                        | 1872 | Als ehemaliger Bestandteil des Mühlenkomplexes von ortsgeschichtlicher und heimatgeschichtlicher Bedeutung, hinsichtlich Gestaltung und Funktion auch baugeschichtlich von Interesse, steht in direktem Zusammenhang mit Objekt Nummer 08972087. Wohnhaus zweigeschossiger Putzbau, Natursteinmauerwerk, Satteldach, Putzgliederung, einseitig Wintergarten, ursprünglich zur Mühle gehörig, vielleicht Kontorgebäude, schmiedeeiserne Einfriedung. | 08972086 |
| Weitere Bilder                          | Villa, mit Einfriedung und Garten (ehemals Mühlenwerke Uhlig & Weiske) | Badstraße 23 (Karte)                                                                                        | Um 1900 | Typischer Villenbau im Landhausstil um 1900, Zierfachwerk und Eckturm, malerische Gesamterscheinung, ortsgeschichtlich bedeutsame, ehemalige Villa der Mühlenbesitzer des benachbarten Mühlenwerkes Uhlig & Weiske, baugeschichtliche Bedeutung. Zweigeschossig über Natursteinsockel, Erdgeschoss verputzt mit Kunststeingewänden, Obergeschoss Blendfachwerk, Walmdach, straßenseitig Vorlage mit Wintergarten, Eckturm, malerische Gesamterscheinung, Materialvielfalt. | 08972088 |
|                                         | Villa, mit Einfriedung und Vorgarten | Badstraße 28 (Karte)                                                                                        | 1927 | Putzbau mit Mansarddach und polygonaler Vorlage, in traditionellen Formen der 1920er Jahre, Teil der Kurviertelbebauung, ansprechende architektonische Gestaltung, bau- und ortsentwicklungsgeschichtlich von Bedeutung. Zweigeschossiger Putzbau, Mansarddach, Porphyrtuffsockel, Putzgliederungen, u. a. Eckquaderung, polygonale Vorlage mit Aufsatz und Schweifhaube, Eingangsvorbau mit Balkon, schöne Haustür, im Treppenhaus Bleiglasfenster signiert: Ernst Wilhelm Mewes Lpz.-Connew. | 08972112 |
| Weitere Bilder                          | Wohnhaus in offener Bebauung | Badstraße 29 (Karte)                                                                                        | Um 1890 | Putzbau in neorenaissancistischen Formen, baugeschichtliche Bedeutung. Zweigeschossig, Satteldach, Natursteinsockel, aufwendige Giebelgestaltung zur Bahnlinie in neorenaissancistischen Formen, auch an der Straßenseite Schmuck, Putz erneuert. | 08972089 |
| Weitere Bilder                          | Villa und Villengarten mit Gartenhaus | Badstraße 34 (Karte)                                                                                        | Um 1905 | Villa ein Putzbau mit malerischer Gesamterscheinung durch aufwendiges Blendholzwerk im Obergeschoss, hervorragender Jugendstilbau, bauzeitliches Gartenhaus, baugeschichtliche Bedeutung. - Villa: zweigeschossiger Putzbau, Walmdach, malerische Gesamterscheinung durch aufwendiges Blendholzwerk und Anbauten, u. a. schwungvolle Gartentreppe - Garten einer Jugendstilvilla, angelegt um 1905 - Einfriedung: - Holzlattenzaun (weiß lackiert) mit halbrundem Abschluss zwischen Mauerpfosten (gelber Klinker) mit Biberschwanz-Abdeckung, Zaun denkmalgerecht restauriert - Garteneingang von Norden (Badstraße) als Seitenachse ausgebildet. Haupt-Gartenraum orientiert auf westliche Seitenachse des Hauses, vermittelt durch Freitreppe mit schwungvollen Wangen - Ursprünglich runder Gartenteich im Zentrum der Achse, ersetzt durch modernen Badeteich am ehemaligen (zwischenzeitlich verfüllten) Standort. Heutiges Flurstück nur noch ein Teil des ursprünglichen Gartens (geteilt, ehemals 524/i und 524/k zugehörig). - Vegetation: zwei Großbäume in Hausnähe, weitere am Gartenrand - Gartenbauten: Gartenhaus (Jugendstil) von besonderer Eigenart, reich verzierter Holzbau mit Krüppelwalmdach und Dachreiter (Zinkblech-Verkleidung). Gartenhaus ist Aufsatz einer ehemaligen Garage mit Zufahrt über Wirtschaftshof von Südosten (Weinbergstraße) - Bodenbewegung im Ostteil des Gartens. Wegeflächen mit Granit-Kleinsteinpflaster (nach 1990 neu gepflastert) - Störende Elemente: Chamaecyparis-Abpflanzung zum südwestlichen Nachbargrundstück | 08972111 |
| Weitere Bilder                          | Bahnhof mit Empfangsgebäude, zwei Tunnelüberdachungen und eine Bahnsteigüberdachung, daneben auf dem Vorplatz ein Pavillon, Nebengebäude mit seitlicher Einfriedungsmauer und Torpfeilern, Güterschuppen auf dem Bahngelände sowie Pflasterung am Güterschuppen | Bahnhofstraße 2 (Karte)                                                                                     | 1887, später überformt (Bahnhof); 1950er Jahre (Verkaufspavillon)                                                                         | Typenbau der Bahnstrecken Leipzig–Geithain und Borna–Großbothen (Querbahn), orts- und verkehrsgeschichtliche Bedeutung. - Empfangsgebäude des Typs Flügelbau 2,5-stöckig und Mittelbau einstöckig und Anbau einstöckig: dreifach gegliederter Putzbau, Satteldächer, überstehend mit Knaggenkonstruktion, Erdgeschoss mit Rundbogenfenstern, schöne Holzüberdachung zum Bahnsteig, Erneuerung Bahnsteigüberdachung 1904, Bahnsteige mit Überdachungen in Eisen und Holz, Abbruch der Überdachung an den Gleisen vor 2008 (Überdachung am Empfangsgebäude noch vorhanden), Tunnelüberdachungen in Holz, 2004 Tunnel verfüllt - Wirtschaftsgebäude, Nebengebäude: eingeschossig, Satteldach, Pavillon der 1950er Jahre auf dem Vorplatz neben einem Tunnelzugang - Güterschuppen: Fachwerk mit Ziegelausfachung, Satteldach zum Schutz der Ladetore weit überstehend | 08972123 |
| Weitere Bilder                          | Mietshaus in halboffener Bebauung und seitliche Einfriedung | Bahnhofstraße 5 (Karte)                                                                                     | Um 1925 | Gut gestalteter Bau der 1920er Jahre mit expressionistischem Einschlag, ortsentwicklungs- und baugeschichtlich von Bedeutung. Dreigeschossiger Putzbau, Walmdach, Klinkersockel, profilierte Fenstergewände, originale Fenster, auffällige Eingangsgestaltung mit Spitzbogen und Klinkergliederung, darüber Balkon, Seitenrisalit mit spitzem Giebel, Seitenfront mit Spitzerker und Giebel. | 08972121 |
| Weitere Bilder                          | Zwei Mehrfamilienhäuser einer Wohnanlage, mit seitlicher Einfriedung und Vorgärten | Bahnhofstraße 6, 8 (Karte)                                                                                  | Um 1930 | Putzbauten im traditionalistischen Stil der 1920er Jahre, ansprechende Gestaltung, weitestgehend im Originalzustand erhalten, sozialgeschichtliche Bedeutung. Wohnanlage für Eisenbahner zweigeschossige Putzbauten mit Walmdächern, Natursteinsockel, rötliche Putzgliederungen, Erdgeschoss mit Fensterläden. | 08972119 |
| Weitere Bilder                          | Mietshaus in ehemals geschlossener Bebauung | Bahnhofstraße 7 (Karte)                                                                                     | Bezeichnet mit 1888 | Klinkerfassade, aufwendiger Neorenaissancebau in gutem Originalzustand, straßenbildprägend, ortsgeschichtliche Bedeutung als ehemaliges Wohnhaus des Bürgermeisters Eduard Fabian. Dreigeschossiger Klinkerbau, Mansarddach, in Formen der deutschen Renaissance, Seitenrisalite, übergiebelt, Gliederungselemente in Porphyrtuff, Zuganker-Enden mit schmiedeeisernen Verzierungen, bezeichnet mit 1888 (am Altan). Mit Anschlagtafel zum Wirken von Bürgermeister Eduard Fabian und Dr. Alfred Schützhold. | 08972120 |
| Direkt Bild zu diesem Denkmal hochladen | Villa | Bahnhofstraße 16 (Karte)                                                                                    | Um 1885 | Repräsentatives Gründerzeitgebäude, markanter Eckbau, zur Badstraße Risalit mit Dreiecksgiebel, davor Holzveranda, baugeschichtliche Bedeutung. Zweigeschossiger Putzbau, kubischer Baukörper, Plattformdach, Risalit mit Dreiecksgiebel, davor Holzveranda, reiche Stuckgliederung in Neurenaissance-Formen, bahnseitig Anbau, schmiedeeiserne Einfriedung in Anlehnung an alte Form erneuert. | 08972118 |
|                                         | Friedhofsgestaltung, Grabmal, Friedhofstor und Rest der Friedhofsmauer mit eingelassenen Grabplatten | Burgstraße (Karte)                                                                                          | Um 1870 (Grabmal Rost); Ende 19. Jahrhundert (Grabmal Koch); um 1900 (Christusfigur)                                                      | Einzeldenkmale der Sachgesamtheit Friedhof Bad Lausick; Grabmal mit Christusfigur, kreuztragender Christus von künstlerischer Bedeutung, Friedhofsgestaltung mit struktur- und raumbildender Bepflanzung (Hainbuchen-Allee und Linden-Reihen), von ortshistorischer, personengeschichtlicher, gartengeschichtlicher und ortsbildprägender sowie gartenkünstlerischer Bedeutung. - Friedhof: kreuztragender Christus (Kupfer getrieben, über rundem Sockel), Reste der alten Friedhofsmauer mit Haupteingang (Bruchsteinmauer, verputzt), die an der Friedhofsmauer befestigten Grabplatten von Carl August und Christ. Friederike Rost (gest. 1868 und 1872, Marmor) und Fam. Koch (spätes 19. Jahrhundert, oval mit Sandsteinrahmung) - Regelmäßige Friedhofsanlage, Entstehung um 1900 - Einfriedung: Reste der alten Friedhofsmauer im Süden (Bruchsteinmauer, verputzt, mit Zinkblechabdeckung) und eingelassenen Grabplatten. Hauptportal von Süden (verputzte Pylone, geschmiedetes Tor).Im Süden vorgelagerte Grünanlage (nicht zum Denkmal gehörig) mit Orientierung auf Hauptachse des Friedhofes. Übrige Einfriedungen durch geschnittene Hecken (Mischpflanzung, Crataegus vorherrschend). - Vegetation: Mittelachse zwischen Hauptportal und zentraler Feierhalle durch vollständige Allee aus säulenförmig geschnittenen Hainbuchen betont. Seitenwege mit Lindenreihen (wertvolle Altbäume), lückenhafter Bestand. Wege mit wassergebundener Decke (rötlich), seitliche Rinnen (Granit-Kleinsteinpflaster) und Granitborde. - Grabplatten an der südlichen Friedhofsmauer von Carl August und Christ. Friederike Rost (gest. 1868 und 1872, Marmor) und Familie Koch (spätes 19. Jahrhundert, Oval mit Sandsteinrahmung) - Grabstellen zum Teil mit geschnittenen Eiben-Hecken eingefasst - kreuztragender Christus (Kupfer getrieben, auf rundem Sockel) als künstlerisch herausragendes Grabdenkmal südöstlich der Feierhalle | 08972159 |
| Direkt Bild zu diesem Denkmal hochladen | Ehemalige Kirchschule mit Einfriedung und Garten | Burgstraße 8 (Karte)                                                                                        | Um 1875 (Kirchschule); um 1910 (Einfriedung)                                                                                              | Gut gegliederter Putzbau mit Mittelrisalit, weitgehender Originalzustand, orts- und baugeschichtliche Bedeutung. Zweigeschossiger Putzbau über Porphyrtuffsockel, flaches Satteldach, Mittelrisalit, Fronten mit Putzgliederungen, rückwärtig neuer Treppenaufgang mit versetzter originaler Haustür, Einfriedung zum Teil Mauer in Naturstein, zum Teil eiserner Zaun mit steinernem Sockel und Pfosten. | 08972131 |
| Direkt Bild zu diesem Denkmal hochladen | Tragwerkkonstruktion der ehemaligen Turnhalle des Lausicker Turnvereins 1846 | Erich-Weinert-Straße 19e, Teile der 2013/2014 in Turnerstraße 1 abgerissenen Halle hier eingelagert (Karte) | 1914–1915 | Brettschichtholzkonstruktion nach dem Verfahren Hetzer, zurzeit unter obiger Adresse für Wiederverwendung zwischengelagert, Seltenheitswert, baugeschichtliche Bedeutung. Die 1914–1915 errichtete Turnhalle des Lausicker Turnvereins 1846 entstand unter Verwendung einer durch die Firma Otto Hetzer AG (Weimar) hergestellten Tragkonstruktion. Der Zimmermeister und Firmengründer Otto Hetzer (1846–1911) hatte mit seinem 1906 patentierten Verfahren zur Herstellung von gebogenen Brettschichtbindern die Möglichkeiten im Holzbau deutlich erweitert. Aufgrund der Bedeutung einer solchen im historischen Bestand erhaltenen Hetzer-Konstruktion wurden beim Abbruch der Turnhalle 2013/2014 die wesentlichen Teile des Tragwerks geborgen und zur Wiederverwendung eingelagert. Zu den geborgenen Teilen gehören die fünf Hauptbögen (Bogenbinder, bestehend aus jeweils zwei Teilbögen), des Weiteren Firstlaschen, Fußhölzer und Zwischenbögen sowie diverse Befestigungs- und Verbindungselemente wie Bolzen, Nägel, Flacheisen usw. Die Hetzer-Konstruktion der ehemalige Turnhalle in Bad Lausick (ehemals Turnerstraße 1) ist ein wichtiges Zeugnis für die Entwicklung baukonstruktiver Lösungen, insbesondere im Holzbau, hierdurch erlangt sie einen hohen baugeschichtlichen Aussagewert; deutschlandweit sind nur noch relativ wenige Objekte dieser Art erhalten, sodass ihnen überdies ein Seltenheitswert zukommt. | 09306467 |
| Direkt Bild zu diesem Denkmal hochladen | Villa, Toranlage, Einfriedung und Garten | Fabianstraße 8 (Karte)                                                                                      | 1913 | Putzbau mit Mansarddach und polygonalem Vorbau, Zeugnis der Bauentwicklung der Stadt zu Beginn des 20. Jahrhunderts, guter Originalzustand, ortsentwicklungs- und baugeschichtlich von Bedeutung. Eingeschossiger Putzbau, Mansarddach, dreiseitiger zweigeschossiger Vorbau mit Pyramidendach und schmiedeeiserner Bekrönung, Loggia und Eingangsvorbau. | 08972082 |
| Weitere Bilder                          | Ehemalige Schule (heute Wohnhaus), Garten, Pavillon und Einfriedung (ehemals Hauswirtschaftliche Frauenschule) | Fabianstraße 10 (Karte)                                                                                     | Um 1910 | Villenartiges Gründerzeitgebäude mit Treppenturm, ortsgeschichtliche und sozialgeschichtliche Bedeutung. Zweigeschossiger Putzbau, Satteldach, malerisches Erscheinungsbild, durchgegliederter Baukörper mit Anbauten: Treppenhausturm, Eckerker, Loggien. | 08972081 |
| Direkt Bild zu diesem Denkmal hochladen | Wohnhaus in offener Bebauung | Frohburger Straße 4 (Karte)                                                                                 | Um 1895 | Ansprechender gründerzeitlicher Klinkerbau des ausgehenden 19. Jahrhunderts in Korrespondenz zur Schule sowie straßenbildprägende Lage an einer Kreuzung, baugeschichtlich von Bedeutung. Eingeschossiger Klinkerbau – rot und gelb – über Natursteinsockel, Satteldach, an der Längsseite zur Straße kräftige zweigeschossige Vorlage, Eingang mit Sandsteingewände, rückseitig Anbau. | 08972141 |
|                                         | Schule mit Anbau (ehemalige Bürgerschule) | Frohburger Straße 9 (Karte)                                                                                 | 1886 | Hauptbau mit gründerzeitlicher Klinkerfassade im Stil der Neorenaissance, Anbau ein Putzbau im Art-Déco-Stil, bau- und ortsgeschichtliche Bedeutung. - Schule: kubischer Klinkerbau in renaissancistischen Formen, Betonung der Mitte durch erhöhten Risalit - Anbau der 1920er Jahre: Putzbau mit Klinkergliederung in schöner klarer Gestaltung | 09255331 |
| Direkt Bild zu diesem Denkmal hochladen | Wohnstallhaus, Seitengebäude, Scheune sowie Hofmauer mit Toreinfahrt und Pforte, Rest der Gartenmauer und Hofpflasterung mit Göpelbahn eines ehemaligen Vierseithofes                                                                                           | Heinersdorfer Straße 13 (Karte)                                                                             | Um 1850 | Authentisch wirkende Hofanlage in der alte Ortslage Heinersdorf, Fachwerkbauten, Zeugnis bäuerlicher Lebens- und Wirtschaftsweise vergangener Zeiten, heimat- und baugeschichtliche Bedeutung. - Wohnstallhaus: zweigeschossig, Erdgeschoss massiv vermutlich in Bruchstein, Obergeschoss Fachwerk, Krüppelwalmdach, Hauseingang verändert, Stalleingang und ein Erdgeschossfenster mit Porphyrtuffgewänden - Stallscheune: Fachwerk, ursprünglich mit Lehmausfachung, Satteldach, eintorig, ursprünglich eventuell zweitorig - Stallgebäude: Erdgeschoss massiv, Obergeschoss Fachwerk, Krüppelwalmdach, Erdgeschoss zu Garagen umgebaut - Pferdestall: mehrfach umgebaut unter Verwendung alter Teile - Toreinfahrt: Bruchsteinmauerwerk, mit Pfosten, Rest der Gartenmauer (Bruchstein) mit Durchgang | 08972160 |
| Weitere Bilder                          | Mietshaus in offener Bebauung, Vorgarten und seitliche Einfriedung | Herrmannstraße 2 (Karte)                                                                                    | Um 1928 | Putzbau im Art-Déco-Stil, Zeugnis der örtlichen Bauentwicklung der 1920er Jahre, gute Gestaltung, baugeschichtlich von Bedeutung. Zweigeschossiger Putzbau, Walmdach, Klinkersockel, breites Dachhaus mit getrepptem und geschwungenem Giebel, Eckbetonung durch polygonalen Standerker, schöne Eingangsgestaltung in expressionistischen Formen, weitgehend originale Details. | 08972122 |
| Direkt Bild zu diesem Denkmal hochladen | Bergkeller | Käthe-Kollwitz-Straße (Karte)                                                                               | 1. Hälfte 19. Jahrhundert | Zeugnis der Wirtschaftshaltung vergangener Zeit, wirtschaftsgeschichtlich von Bedeutung. Front in Naturstein und Ziegel, tonnengewölbter Kellerhals in Porphyrtuff ausgeführt. | 08972132 |
| Weitere Bilder                          | St.-Kilian-Kirche mit Ausstattung und ehemaliger Kirchhof, heute Kirchplatz, dazugehörig zwei Denkmäler für die Gefallenen des Krieges 1870/1871 und die Gefallenen des Ersten Weltkrieges                                                                      | Kirchplatz (Karte)                                                                                          | Um 1105 (Kirche); 12. Jahrhundert (Taufe); Anfang 15. Jahrhundert (Kreuzigungsgruppe); 1737–1739 (Vierungsturm); 18. Jahrhundert (Kanzel) | Romanische Pfeilerbasilika mit barockem Vierungsturm, eine der ältesten Sakralbauten Sachsens, gärtnerisch gestalteter Kirchplatz, baugeschichtlich, kunstgeschichtlich, ortsgeschichtlich und ortsbildprägend von Bedeutung. Begrünter Kirchplatz einer im Kern romanischen Pfeilerbasilika (Entstehung um 1105), mit starker Bodenbewegung und wertvollem Baumbestand., von der Kirche nach Norden abfallend. - Vegetation: zwei Platanen (Altbäume) an nördlicher Grenze (Burgstraße), Rosskastanien-Allee (Altbäume, hoch aufgewachsen) zwischen Burgstraße und Kirche, Eiben auf der (innerstädtischen) Südseite der Kirche - Weg zwischen den Alleebäumen (Asphalt, seitliche Rinnen Granit-Kleinsteinpflaster und Granitborde) in der Mitte kreisförmig aufgeweitet. - Denkmal für die Gefallenen des Krieges 1870/71 (Obelisk, Sandstein) mit drei vorgelagerten Stufen - Denkmal für die Gefallenen des Krieges 1914–1918 mit zwei vorgelagerten historischen Steinbänken. Südlicher Hintergrund der Kriegerdenkmale durch Koniferen bzw. Rhododendron bepflanzt. - Unmittelbare Nachbarschaft und Blickbeziehungen zum Pfarrhaus mit großem Pfarrgarten (Westen). - Kirchplatz inzwischen saniert, Allee neu bepflanzt | 08972076 |
| Direkt Bild zu diesem Denkmal hochladen | Ehemalige Reithalle | Leipziger Straße 11 (Karte)                                                                                 | Bald nach 1871 | Orts- und militärgeschichtliche Bedeutung. Ehemalige Reithalle der Husaren langgestreckter Ziegelbau, verputzt, mit Blendbogengliederung, halbrunde Metallfenster, Giebel mit Lisenengliederung, Putz erneuert, Satteldach, offener Dachstuhl mit Hängewerk, unschöne Anbauten. | 08972137 |
| Direkt Bild zu diesem Denkmal hochladen | Altenheim, mit Nebengebäude und Garten (ehemaliges Genesungsheim) | Ludolf-Colditz-Straße 1 (Karte)                                                                             | 1905–1907 | Ehemaliges Genesungsheim der Inneren Mission, erbaut im Kurviertel zur Erholung für kinderreiche Mütter, stattliches Gründerzeitgebäude mit Eckerker und Fachwerkgiebeln, bau- und ortsentwicklungsgeschichtliche Bedeutung. - Hauptgebäude: dreigeschossiger Putzbau über winkligem Grundriss, Ecke mit Eingang, durch Erker mit verschiefertem Aufputz betont, geschossweise Balkone, große Giebel mit Blendfachwerk - Nebengebäude: eingeschossig, mit Krüppelwalmdach, Trauf- und Giebelbereich verbrettert | 08972109 |
| Weitere Bilder                          | Rathaus | Markt 1 (Karte)                                                                                             | Bezeichnet mit 1897 | Prächtiger gründerzeitlicher Klinkerbau, in Formen der deutschen Neorenaissance, ortsgeschichtliche, bauhistorische und städtebauliche Bedeutung. Dreigeschossiger, malerisch geprägter Bau von 1897 mit ledergelber Klinkerverkleidung, dazu akzentuierend rote Klinker, einzelne Gliederungselemente in Sandstein, Mansarddach, im Sinne des Späthistorismus in reichen Formen der deutschen Neorenaissance gestaltet, Betonung der asymmetrische gegliederten Marktfront durch Mittelrisalit, dieser im ersten Obergeschoss mit Balkon, darüber das in den Traufbereich hinaufreichende Fenster des Ratssaals, bekrönt durch einen Staffelgiebel, der seitlich gelegenen Haupteingang im Dachbereich durch Turm betont, Laterne des Turmes trägt geschweifte Haube, wichtiges Dokument zur Ortsgeschichte, als typischer Rathausbau der wilhelminischen Kaiserzeit und als Zeugnis des Schaffens von Theodor Kösser, der in der sächsische, speziell Leipziger Baugeschichte eine wesentliche Rolle spielte, baugeschichtlich bedeutend, mit dem gleichzeitig entstandenen und baulich verbundenem Postgebäude prägender, städtebaulich wertvoller Bestandteil am Markt, auch künstlerisch von Belang, da es das ästhetische Empfinden eines Betrachters in besonderem Maße anspricht, dreigeschossiger gelber Klinkerbau mit Sandsteinelementen, in Formen der deutschen Neorenaissance, asymmetrische Baukörpergliederung, Mittelturm mit Eingang, bezeichnet mit 1897 (am Portal). | 08971801 |
| Weitere Bilder                          | Ehemaliges Kaiserliches Postamt | Markt 3 (Karte)                                                                                             | 1897 | Gründerzeitlicher Klinkerbau, Neorenaissanceformen, mit dem Rathaus Baugruppe bildend, ortsgeschichtliche, bauhistorisch und städtebauliche Bedeutung. Zweigeschossiger, gelber Klinkerbau mit Sandsteinelementen, Mansarddach, Fassaden in den gleichen Neurenaissanceformen wie das benachbarte Rathaus gestaltet, dadurch beide Gebäude zu einer das Marktbild prägenden Einheit zusammengefasst, turmartig überhöhter Seitenrisalit mit Eingang, dieser mit Portikusrahmung, Zeugnis der Ortsentwicklung und Postgeschichte im ausgehenden 19. Jahrhundert, als charakteristisches und qualitätvolles Beispiel eines Postgebäudes der wilhelminischen Kaiserzeit auch baugeschichtlich von Bedeutung, in seiner Verbindung mit dem Rathaus wesentlicher Bestandteil des Ortsbildes am Markt, dadurch städtebaulich wertvoll zweigeschossiger gelber Klinkerbau mit Sandsteinelementen, Neurenaissanceformen, Eingang seitlich, betont durch Seitenrisalit und Eckturm. | 08971798 |
|                                         | Wohnhaus in Ecklage | Markt 5 (Karte)                                                                                             | Bezeichnet mit 1938 | Schlichte Putzfassade mit Arkadengang, im Heimatstil der 1930er Jahre, architekturgeschichtliche und ortsbildprägende Bedeutung. Dreigeschossiger Putzbau, Walmdach, erstes Obergeschoss durch Balkone als Beletage ausgewiesen, Erdgeschoss mit Arkaden zum Markt, Gliederungselemente in Porphyrtuff, bezeichnet mit 1938 (Relief am Eckpfeiler), Eckstütze mit Relief – Jochträger mit Schafen – und Bezeichnung „1938 K.S.“. | 08971784 |
| Direkt Bild zu diesem Denkmal hochladen | Wohnhaus in halboffener Bebauung | Mühlstraße 22 (Karte)                                                                                       | Um 1800 | Obergeschoss Fachwerk verputzt, orts- und baugeschichtliche Bedeutung. Zweigeschossiger Bau mit Krüppelwalmdach, starke Mauern im Erdgeschoss, wahrscheinlich Lehm, Obergeschoss eventuell noch Fachwerk, Fenstergewände in Holz, insgesamt unsachgemäß verputzt. | 08972157 |
| Direkt Bild zu diesem Denkmal hochladen | Parkanlage „Rosengarten“ innerhalb des Kurparks, mit sechs Plastiken und Trinkborn des Matthesbrunnens, sowie das östlich der Rosengartenanlage stehende Brunnenhaus des Mathesbrunnens                                                                         | Parkstraße (Karte)                                                                                          | Um 1925/1935 | Einziger bemerkenswerter Rest der historischen Kuranlage, von kulturgeschichtlicher, ortshistorischer und gartenkünstlerischer Bedeutung. Geometrische Schmuckanlage, Entstehung ca. 1925–1935, mit radialsymmetrischer Grundordnung, eingebettet in den Rand des landschaftlichen, überwiegend waldartigen Kurparks (kein Denkmal). Zeugnis einer Kuranlage der 1920er/30er Jahre. Zwei Ring- und mehrere radiale Zugangswege (wassergebundene Decke, rötlich), ringförmige Rosenpflanzungen mit säumenden Rasenstreifen. Mitte durch kreisförmiges, leicht überhöhtes Rosenbeet mit zentraler Keramik-Vase betont. Historische Bank-Modelle (wahrscheinlich nach 1990 neu errichtet). Westliche, der Parkstraße zugewandte Seite durch Pergola (nach 1990 neu errichtet) gefasst, teilweise berankt (Rosen). Davor sechs Betonstein-Putten mit Musikinstrumenten auf quadratischen Klinker-Sockeln, eingebettet in Rosenpflanzung. Nordseite: Wandbrunnen aus rötlichem Kunststein an einer Klinkermauer (außer Betrieb), ehemaliges Auffangbecken bepflanzt. An einem Wassergraben im Nordosten ein Brunnenhäuschen („Matthesbrunnen“) auf quadratischem Grundriss, Flachdach, Öffnungen mit Klinkerumrahmungen. | 08972220 |
| Direkt Bild zu diesem Denkmal hochladen | Wohnhaus in offener Bebauung und Einfriedung | Parkstraße 3 (Karte)                                                                                        | Um 1925 | Putzbau mit Art-Déco-Elementen, ältere Einfriedung, Teil der Kurviertelbebauung, orts- und architekturgeschichtlich interessant. Zweigeschossiger Putzbau, hohes Walmdach, Vorbau mit Balkon, Eingang seitlich, Art-Déco-Elemente, ältere Einfriedung mit schmiedeeisernen Feldern. | 08972114 |
| Direkt Bild zu diesem Denkmal hochladen | Park-Villa, mit Einfriedung und Garten | Parkstraße 21 (Karte)                                                                                       | Um 1915 | Putzbau mit Fachwerkelementen, im Reformstil der Zeit um 1910, als Teil der Kurviertelbebauung bau- und ortsgeschichtlich interessant. - Villa: zweigeschossiger Putzbau, Sockel in Porphyrtuff, hohes Walmdach, An- und Aufbauten, zum Teil mit Blendfachwerk, originale Fenster, vielfach gesprosst, malerische Gesamterscheinung - Einfriedung mit Pfosten in Porphyrtuff | 08972113 |
|                                         | Mietvilla (Haus Abendfrieden) | Philipp-Müller-Straße 3 (Karte)                                                                             | Um 1900 | Späthistoristischer Villenbau mit Eckerker und Fachwerkgiebel, Bestandteil der Bebauung des Kurviertels, ortsentwicklungs- und baugeschichtlich von Bedeutung. Zweigeschossiger Putzbau, hohes Walmdach, malerische Erscheinung durch An- und Aufbauten, flacher Mittelrisalit mit Blendfachwerk, Gliederungselemente mit neugotischem und neorenaissancistischem Einschlag. | 08972108 |
|                                         | Mietvilla (Villa Augusta) | Philipp-Müller-Straße 5 (Karte)                                                                             | Um 1900 | Ehemals Pensionat, Putzbau in späthistoristischen Formen, Kunststein-, Putz- und Klinkergliederungen, Bestandteil der Bebauung des Kurviertels, bau- und ortsentwicklungsgeschichtlich von Bedeutung. Zweigeschossiger Putzbau, Krüppelwalmdach, kräftiger Risalit mit Balkonen, profilierte Rahmungen, Fensterüberfangbögen durch Klinker betont. | 08972107 |
| Direkt Bild zu diesem Denkmal hochladen | Wohnhaus in offener Bebauung, mit Garten, Einfriedung und Toranlage | Philipp-Müller-Straße 13 (Karte)                                                                            | Um 1935 | Putzbau im traditionalistischen Stil, qualitätvolles Zeugnis der Bauentwicklung der 1930er Jahre, Autorschaft oder Einfluss des Architekten Paul Schultze-Naumburg, Weimar, architekturgeschichtlich von Bedeutung. Zweigeschossiger Putzbau mit Walmdach, Eingangsvorbau, Veranda, Fensterläden, Garten mit Elementen der ursprünglichen Gestaltung, Einfriedung mit schmiedeeisernem Tor. | 08972106 |
| Direkt Bild zu diesem Denkmal hochladen | Mietshaus in geschlossener Bebauung | Querstraße 3 (Karte)                                                                                        | Um 1930 | Putzbau mit Erker, Klinkergliederungen, im Stil der Neuen Sachlichkeit der 1920er Jahre, architekturgeschichtliche Bedeutung. Dreigeschossig, Sockel verklinkert, in den Obergeschossen Klinkergliederungen, Mittenbetonung durch Erker mit gestuftem Giebel, Satteldach. | 08972104 |
|                                         | Ehemaliges Stadtgut Herrmannsbad | Querstraße 6 (Karte)                                                                                        | Bezeichnet mit 1779, später überformt | Zweigeschossiger Putzbau mit Tordurchfahrt und zwei Dachhäusern, ortsgeschichtliche Bedeutung. Zweigeschossiger Putzbau mit Tordurchfahrt, Korbbogenportal bezeichnet mit 1779 (Schlussstein bezeichnet mit „CFK 1779“), zwei Dachhäuser, breite Putzfaschen, Satteldach. | 08972105 |
| Direkt Bild zu diesem Denkmal hochladen | Straßenbrücke | Reichersdorfer Straße (Karte)                                                                               | Um 1800 | Bruchstein, alte Ortslage Reichersdorf, verkehrsgeschichtliche Bedeutung. Bruchstein mit Porphyrtuffabdeckung, Wasserabflussstein. | 08972168 |
| Direkt Bild zu diesem Denkmal hochladen | Denkmal für die Gefallenen des Ersten Weltkrieges | Reichersdorfer Straße 18 (vor) (Karte)                                                                      | Um 1920 | Alte Ortslage Reichersdorf, ortsgeschichtliche Bedeutung. Porphyrtuffblock mit lorbeerbekränzter Inschrift, darüber Adler, Oberfläche bereits stark verwittert, Einfassung mit stahlhelmgeschmückten Pfosten. | 08972162 |
| Direkt Bild zu diesem Denkmal hochladen | Wohnhaus in Ecklage | Rochlitzer Straße 1 (Karte)                                                                                 | Bezeichnet mit 1827, jüngere Umbauten | Putzbau mit Korbbogenportal und Drillingsfenster im Giebel, als Bauzeugnis der städtischen Bebauung des frühen 19. Jahrhunderts baugeschichtlich und ortsgeschichtlich bedeutsam, ortsbildprägende Ecklage an Straßenkreuzung zur Gartenstraße. Zweigeschossiger Putzbau, unterhalb des Straßenniveaus stehend, Krüppelwalmdach, großer jüngerer Dachausbau, Korbbogenportal mit Porphyrtuffgewände, Schlussstein bezeichnet mit „ICR 1827“, heutiges Erscheinungsbild Resultat jüngerer Veränderungen, z. B. unsachgemäßer Rauputz, zum Teil alte Fenster aus der Zeit um 1900. | 08972145 |
|                                         | Wohnhaus in Ecklage | Rochlitzer Straße 48 (Karte)                                                                                | Um 1900 | Mit Laden, gründerzeitlicher Klinkerbau mit Eckbetonung durch Balkon und Dachaufbau, Zeugnis der baulichen Entwicklung um 1900, baugeschichtlich von Bedeutung. Zweigeschossiger Eckbau, rote und gelbe Klinker über Natursteinsockel, Mansarddach, verbrochene Ecke durch Attika betont, im Erdgeschoss Eckladen, im ersten Obergeschoss Balkon mit schmiedeeisernem Gitter. | 08972148 |
|                                         | Saalfassade des Gasthofs Grauer Wolf | Rochlitzer Straße 52 (Karte)                                                                                | Um 1860 | Prächtige klassizistisch-gründerzeitliche Fassade, bau- und ortsgeschichtliche Bedeutung. Verputzt, geschossweise Pilastergliederung in klassizistischen Formen. | 08972149 |
| Direkt Bild zu diesem Denkmal hochladen | Ehemaliges Kontor-, Produktions- und Wohngebäude, heute Wohnhaus in geschlossener Bebauung (ehemalige Plüschfabrik Gebr. Koch) | Rochlitzer Straße 58 (Karte)                                                                                | 1852 | Anspruchsvolle Gestaltung, klassizistisch wirkende Fassade, bau- und ortsgeschichtliche Bedeutung. Dreigeschossiger Putzbau, Satteldach, Gewände aus Rochlitzer Porphyrtuff, erstes Obergeschoss durch stuckierten Fensterschmuck klassizistischer Prägung hervorgehoben, Traufgesims mit Konsolen in gleicher Art, mittig Durchfahrt mit prunkvollem Tor. | 08972152 |
| Direkt Bild zu diesem Denkmal hochladen | Wohnhaus in ehemals geschlossener Bebauung | Rochlitzer Straße 59 (Karte)                                                                                | 1719 Dendro | Bedeutung für die örtliche Bauentwicklung der Zeit um 1800 (Lehmbau), Erdgeschoss um 1930 im Stil der Neuen Sachlichkeit erneuert, bauhistorisch interessant. Zweigeschossiger Lehmbau, verputzt, hohes Satteldach mit verblattetem Stuhl, Straßenfront im Erdgeschoss um 1930 stark verändert, Klinkerverkleidung von Peuckert – Bad Lausick, Rückfront weitgehend original, Tür mit Porphyrtuffgewände, Fenster mit Holzgewänden, im Inneren alte Ausstattungsteile wie Türen, Fenster, barockes Geländer an Bodentreppe, Kellertonne aus Bruchstein und Ziegel. | 08972156 |
| Direkt Bild zu diesem Denkmal hochladen | Wohnhaus in geschlossener Bebauung | Rochlitzer Straße 61 (Karte)                                                                                | Um 1880 | Zeugnis der baulichen Entwicklung im späten 19. Jahrhundert, klassizistisch-gründerzeitliche Fassade, bauhistorisch interessant. Dreigeschossiger Putzbau, Satteldach, fein profilierte Gewände in Naturstein, Fensterverdachungen im ersten Obergeschoss auf Konsolen, Eingang seitlich, schönes Traufgesims mit Konsolen und Akanthusornament. | 08972150 |
|                                         | Wohn- und Geschäftshaus in Ecklage | Rochlitzer Straße 65 (Karte)                                                                                | Um 1925 | Putzbau mit Eckerker, Fassade mit Art-Déco-Elementen, Zeugnis der baulichen Entwicklung in den 1920er Jahren, städtebaulich und baugeschichtlich von Bedeutung. Dreigeschossiger Putzbau, Gliederung durch farblich abgesetzte Partien, Satteldach, zur Fabianstraße Dachausbau mit Spitzgiebel, Eckbetonung durch Runderker mit Schweifhaube, Erdgeschoss mit Laden. | 08972151 |
| Direkt Bild zu diesem Denkmal hochladen | Fabrik | Rudolf-Breitscheid-Straße 25 (Karte)                                                                        | Um 1900 | Gründerzeitlicher Klinkerbau, aufwändige architektonische Gestaltung, ortsgeschichtliche Bedeutung. Zweigeschossiger gelber Klinkerbau, Drempel, Satteldach, vorn Treppenhausanbau, insgesamt Stichbogenfenster mit Kunststein Schlusssteinen, ziegelbautypische Schmuckformen, zum Teil alte Stahlrahmenfenster. | 08972153 |
| Direkt Bild zu diesem Denkmal hochladen | Portal eines Wohnhauses | Stadthausstraße 6 (Karte)                                                                                   | Bezeichnet mit 1816 | Schönes Segmentbogenportal mit Schlussstein, handwerklich-künstlerisch von Bedeutung. Porphyrtuff-Türgewände flachbogig mit bezeichnet im Schlussstein mit „H 1816“. | 08972091 |
| Weitere Bilder                          | Postmeilensäule | Straße der Einheit (Ecke Wilhelm-Pieck-Straße) (Karte)                                                      | Bezeichnet mit 1722 | Kursächsische Postmeilensäulen (Sachgesamtheit), Viertelmeilenstein, verkehrsgeschichtliche Bedeutung. Reihennummer 39, mit einer neuen Krone aus dem Jahr 1983. Bis 1998 an der B 176 im Ortsteil Heinersdorf bei der Brücke über den Heinersdorfer Bach aufgestellt an der alten Poststraße Dresden – Colditz – Lausick – Borna, am Schildholz zwischen Heinersdorf und Flößberg auf der alten Postroute, ausgehend von der Säule Ballendorf (Nummer 36) waren es bis zum Meilenstein Nummer 39 1,5 Stunden d= Ca. 6,75 km. Wegen Brückenarbeiten und Gefährdung wurde der Stein versetzt. Der Meilenstein wurde aus Porphyrtuff hergestellt. | 08967094 |
| Weitere Bilder                          | Wohnhaus in geschlossener Bebauung, mit Löwenapotheke | Straße der Einheit 10 (Karte)                                                                               | 1891 | Architekturgeschichtlich interessanter, gründerzeitlicher Klinkerbau, ortsgeschichtlich von Bedeutung. Zweigeschossiger Klinkerbau mit Mansarddach, aufwendige Fassadengestaltung in späthistoristischen Formen, Seitenrisalite, von Dachhäusern überfangen, schöne Haustür. | 08972097 |
| Direkt Bild zu diesem Denkmal hochladen | Wohnhaus in Ecklage | Straße der Einheit 11b (Karte)                                                                              | Um 1875 | Schlichter Putzbau, als markanter Eckbau von städtebaulicher Bedeutung. Zweigeschossiger Putzbau, Satteldach, feine Profilierung von Gesimsen und Rahmungen, verbrochene Ecke mit Turmbekrönung, erfasst unter der Anschrift Wilhelm-Pieck-Straße 17. | 08972100 |
| Direkt Bild zu diesem Denkmal hochladen | Mietshaus in geschlossener Bebauung | Straße der Einheit 12 (Karte)                                                                               | Um 1905 | Mit Läden, architekturgeschichtlich interessanter, gründerzeitlicher Putzbau mit Klinkergliederung, im späthistoristischen Stil, straßenbildprägend. Dreigeschossiger Putzbau mit aufwendiger Gliederung in gelben Klinkern, Seitenrisalite mit Staffelgiebeln, Satteldach, Fenster erneuert. | 08972098 |
| Direkt Bild zu diesem Denkmal hochladen | Wohnhaus in ehemals geschlossener Bebauung und Hofgebäude | Straße der Einheit 15 (Karte)                                                                               | Im Kern 17. Jahrhundert / 18. Jahrhundert                                                                                                 | Einfacher Putzbau, Hofgebäude mit Fachwerk-Obergeschoss, als Teil der Altstadtbebauung ortsgeschichtlich bedeutsam, geschichtlicher Wert als Herberge für Napoleon. - Wohnhaus: zweigeschossig, Natursteinmauerwerk, verputzt, Satteldach, Fassade entstellend verändert - Hofgebäude: Natursteinmauerwerk im Erdgeschoss, Obergeschoss Fachwerk, verputzt, Krüppelwalmdach, Inneres als ehemalige Offizierswohnung bemerkenswert, Erdgeschoss mit Kreuzgratgewölben | 08972099 |
| Weitere Bilder                          | Wohnhaus in halboffener Bebauung (durch Torbogen mit Nr. 21 verbunden), heute Museum | Straße der Einheit 19 (Karte)                                                                               | Um 1800 | Gut gegliederte Putzfassade, kleinstädtischer Spätbarockbau mit schönen Reliefplatten, bau- und ortsgeschichtlich bedeutsam und straßenbildprägend. Zweigeschossiger Putzbau mit Satteldach, schwer wirkende Fensterrahmungen in Putz, Eckquaderung, Wappen- und Löwenreliefs in Porphyrtuff als Fassadenschmuck, jüngerer Ladeneinbau. | 08970016 |
| Direkt Bild zu diesem Denkmal hochladen | Wohnhaus in halboffener Bebauung, seitlicher Torbogen (mit Nr. 19 verbunden), zwei Hofgebäude und Hofpflasterung | Straße der Einheit 21 (Karte)                                                                               | Im Kern Mitte 19. Jahrhundert | Marktbildprägender, vorgründerzeitlicher Putzbau mit neobarockem Volutengiebel, seitliche Durchfahrt mit schmiedeeisernem Tor, Anwesen orts- und baugeschichtlich bedeutsam. - Wohnhaus: zweigeschossiger Putzbau mit Krüppelwalmdach, seitliches Zwerchhaus mit Volutengiebel, auch als Betonung des ehemaligen Fleischerladens, dort alte Fußboden- und Wandfliesen, Deckengestaltung mit Spiegeln - Hofflügel: Putzbau, zweigeschossig, im vorderen Teil zwei Türgewände in Porphyrtuff, im Erdgeschoss ehemalige Fleischerei | 08971753 |
| Weitere Bilder                          | Pfarrhaus mit rückwärtigem Anbau und Pfarrgarten, dieser teilweise mit Einfriedungsmauer | Straße der Einheit 27 (Karte)                                                                               | Bezeichnet mit 1719, jüngere Überformungen                                                                                                | Stattlicher Putzbau mit hohem Mansarddach, schönes Türportal, in Nachbarschaft zur Kirche, bau- und ortsgeschichtliche Bedeutung. Zweigeschossiger Putzbau, Tür- und Fenstergewände in Porphyrtuff, bezeichnet mit 1719 (Schlussstein), hohes gebrochenes Dach mit Fledermausgauben, zweigeschossiger Anbau des 19. Jahrhunderts. | 09256956 |
| Direkt Bild zu diesem Denkmal hochladen | Wohnhaus in offener Bebauung | Straße der Einheit 29 (Karte)                                                                               | Im Inneren bezeichnet mit 1721 | Schlichter zweigeschossiger Lehmbau mit Walmdach, als eines der ältesten Gebäude der Stadt orts- und baugeschichtlich bedeutsam. Zweigeschossiger Lehmbau, zum Teil massiv unterfahren, Walmdach, Putz erneuert, im Inneren historische Ausstattungsteile wie Türen, Türrahmung im Keller mit Schlussstein bezeichnet mit „CEB 1721“, rückwärtig zum Teil noch Fensterrahmungen in Porphyrtuff. | 08972130 |
| Direkt Bild zu diesem Denkmal hochladen | Wohnhausteil (mit Tordurchfahrt) in geschlossener Bebauung | Straße der Einheit 32 (Karte)                                                                               | Bezeichnet mit 1818 | Schmales Hausteil mit mächtigem Torbogen, bau- und ortsgeschichtliche Bedeutung. Zweigeschossiger Putzbau, zweiachsig mit Satteldach, schöner Korbbogen in Porphyrtuff, Schlussstein bezeichnet mit „H 1818“. | 09256955 |
| Direkt Bild zu diesem Denkmal hochladen | Wohnhaus in halboffener Bebauung | Straße der Einheit 33 (Karte)                                                                               | Mitte 19. Jahrhundert, jüngere Veränderungen                                                                                              | Mit Laden, straßenbildprägendes Gebäude in anspruchsvoller Gestaltung, gründerzeitliche Fassade, Zeugnis der Stadtentwicklung im 19. Jahrhundert, baugeschichtlich von Bedeutung. Zweigeschossiger Putzbau, zum Teil in Naturstein, zum Teil in Ziegel, Erdgeschossfenster mit Porphyrtuffrahmungen und originale Fenster, ansonsten Putzgliederungen, Satteldach mit jüngerem Dachausbau, Ladeneinbau mit schöner Rahmung und Tür, Schmuckgitter vor Lüftungsöffnungen im Drempel. | 08972127 |
| Direkt Bild zu diesem Denkmal hochladen | Wohnhaus in geschlossener Bebauung | Straße der Einheit 39 (Karte)                                                                               | Um 1890 | Hübsche gründerzeitliche Fassade, Zeugnis der baulichen Entwicklung im späten 19. Jahrhundert, baugeschichtlich von Bedeutung. Zweigeschossiger Putzbau, Satteldach mit Gauben, Erdgeschoss mit Putznutung, Eingang seitlich, im Obergeschoss Fensterrahmungen mit Konsolen und Verdachungen, in der Mitte zur Betonung dreieckig ausgebildet. | 08972128 |
| Direkt Bild zu diesem Denkmal hochladen | Ehemaliger Gasthof Drei Rosen, in Ecklage | Straße der Einheit 46 (Karte)                                                                               | Um 1850 | Bau von ortsgeschichtlicher Bedeutung, qualitätvolle Fassadengestaltung, baugeschichtlich interessant. Zweieinhalbgeschossiger Putzbau mit Walmdach, Obergeschossfenster rundbogig geschlossen, Haustür mit Porphyrtuffgewände, vornehme Ausschmückung in klassizistischen Formen. | 08972126 |
| Direkt Bild zu diesem Denkmal hochladen | Wohnhaus in geschlossener Bebauung, ehemals Schulgebäude (Vereinte Knaben- und Mädchenschule) | Straße der Einheit 51 (Karte)                                                                               | 1840 | Mittelteil der Vereinten Knaben- und Mädchenschule (1840–1886), für Untermarkt platzbildprägend, ortsgeschichtliche Bedeutung. Dreigeschossiger Putzbau, großer Dreiecksgiebel zur Betonung des Risalites, Fenstergewände in Porphyrtuff. | 08972135 |
| Direkt Bild zu diesem Denkmal hochladen | Wohnhaus in geschlossener Bebauung, ehemals Schulgebäude (Vereinte Knaben- und Mädchenschule) | Straße der Einheit 53 (Karte)                                                                               | 1840 | Seitlicher Teil der Vereinten Knaben- und Mädchenschule (1840–1886), für Untermarkt platzbildprägend, ortsgeschichtliche Bedeutung. Zweigeschossiger Putzbau mit Krüppelwalmdach, Tür- und Fenstergewände in Porphyrtuff, originale Tür. | 08972125 |
|                                         | Gasthof (Kulmbacher Bierstube) | Straße der Einheit 55 (Karte)                                                                               | Um 1830, später verändert | Schlichter Putzbau mit Krüppelwalmdach und straßenbildprägenden Anbauten, interessante Gaststubengestaltung von 1935, ortsgeschichtliche und kulturgeschichtliche Bedeutung. Zweigeschossiger Putzbau mit Krüppelwalmdach, eingeschossiger Gaststubenanbau mit Eingangstürmchen, 1935 gesamtes Gebäude renoviert, Klinkersockel, vollständig erhaltene Gaststättenausstattung und -ausmalung in bayerischer Art aus der Zeit der Erneuerung. | 08972124 |
| Direkt Bild zu diesem Denkmal hochladen | Wohnhaus in offener Bebauung, ehemaliges Schulgebäude der Mädchenschule | Straße der Einheit 58 (Karte)                                                                               | Um 1700 | Ehemalige Mädchenschule (1814–1840), Standort am Untermarkt, als eines der älteren Gebäude der Stadt von ortsgeschichtlicher Bedeutung. Zweigeschossiger Lehmbau, jüngerer Rauputz, Walmdach, im Inneren abgehängte Holzdecken, alter Dachstuhl, zum Teil verblattet | 08972136 |
| Direkt Bild zu diesem Denkmal hochladen | Ehemaliges Wohnstallhaus eines Zweiseithofes | Teichweg 6 (Karte)                                                                                          | Um 1800 | Alte Ortslage Reichersdorf, Putzbau mit hohem Satteldach, Zeugnis bäuerlicher Lebensweise vergangener Zeit, sozialgeschichtlich von Bedeutung. Zweigeschossiger Putzbau, hohes Satteldach. | 08972166 |
| Direkt Bild zu diesem Denkmal hochladen | Kriegerdenkmal für die im Ersten Weltkrieg gefallenen Mitglieder des Turnvereins Bad Lausick | Turnerstraße 1 (Karte)                                                                                      | Um 1920 | Findling mit Inschrift und Eisernem Kreuz, zeit- und ortsgeschichtliche Bedeutung. - Denkmal: mannshoher, spitz zulaufender Findling - Turnhalle (Abbruch 2013/2014): langgestreckter, eingeschossiger, giebelständiger Putzbau mit Mansarddach, Fenster zum Teil mit Dreiecksverdachungen, geschmückt durch kleine Keramikmedaillons, farbig glasiert – Löwenhaupt und Eule, Turnhalle geringfügig durch neue Fenster und Anbauten sowie neue Dacheindeckung entstellt | 08972143 |
| Direkt Bild zu diesem Denkmal hochladen | Ehemaliges Hitlerjugend-Heim, mit gärtnerisch gestaltetem Vorplatz | Turnerstraße 1a (Karte)                                                                                     | 1938–1941 | Im Heimatstil, Beispiel eines Gesellschaftsbaus aus der Zeit des Nationalsozialismus in weitgehender Originalität, besonders interessant im Zusammenhang mit gestaltetem Außenbereich, Architekt war Walter Lucas, zeit-, orts- und baugeschichtlich von Bedeutung. Eingeschossiger Putzbau über Natursteinsockel, hohes Walmdach mit großem Hecht, mittlerer Eingang mit Porphyrtuffgewände, gärtnerisch gestalteter Vorplatz symmetrisch gegliedert. | 08972142 |
| Direkt Bild zu diesem Denkmal hochladen | Städtische Gasversorgungsanstalt (Nr. 21a), dazugehörig Beamtenwohnhaus (Nr. 21) | Turnerstraße 21, 21a (Karte)                                                                                | Um 1905 | Gründerzeitliche Klinkerbauten, ortsgeschichtlich von Bedeutung. - Gaswerk: durchgegliederter gelber Klinkerbau mit Satteldächern, spitzbogigen Fensteröffnungen, Blendbögen, Bau später zu Garagen umfunktioniert, entstellende Ein- und Anbauten aus jüngerer Zeit - Beamtenwohnhaus: gelber Klinkerbau mit Satteldach, Gliederung durch vorspringende Bauteile, Satteldach und Zwerchgiebel mit Giebelgesprengen | 08972144 |
|                                         | Mietvilla | Waldstraße 2 (Karte)                                                                                        | Um 1900 | Späthistoristischer Putzbau in renaissancistischen Formen, Volutengiebel, Teil der Kurviertelbebauung, ortsentwicklungs- und baugeschichtlich von Bedeutung. Zweigeschossiger Putzbau über hohem Klinkersockel, Souterrain, hohes Walmdach, Vorderfront mit Schweifgiebel, Gartenseite mit Vorlage, insgesamt schwere neugotische und neorenaissancistische Formen. | 08972117 |
| Direkt Bild zu diesem Denkmal hochladen | Villa | Weinbergstraße 1 (Karte)                                                                                    | Um 1900 | Obergeschoss verbrettert, im Landhausstil, Vertreter eines gründerzeitlichen Schweizerhauses, Teil der Kurviertelbebauung, bau- und ortsentwicklungsgeschichtlich von Bedeutung. Zweigeschossiger Putzbau über Klinkersockel, wegen Hanglage nach hinten Souterrain, Obergeschoss verbrettert, Satteldach, gleichgestalteter Vorbau, Balkone und Anbauten, Fensterläden, größtenteils originale Fenster, Eingangsvorbau nachträglich. | 08972116 |
|                                         | Wohnhaus (mit Arztpraxis), Schuppen, Vorgarten und Einfriedung | Wilhelm-Pieck-Straße 4 (Karte)                                                                              | 1928 | Qualitätvoller Bau in typischen, traditionalistischen Formen der 1920er Jahre, ortsentwicklungs- und baugeschichtliche Bedeutung. Zweigeschossiges, freistehendes Gebäude, symmetrische Fassadenaufteilung mit zwei Standerkern und Balkon über Eingang, seitliche Anbauten, Fassadengestaltung mit zeittypischem Nesterputz und Art-Déco-Formen (Türrahmung, Spitzdächer der Erker u. ä), Walmdach mit mittig angeordnetem Dachhäuschen, Vorgarten mit repräsentativer Außentreppe als Zugang zum Haus, Zeugnis für die bauliche Entwicklung der Kurstadt in den 1920er Jahren, als qualitätvolles Beispiel eines Arztwohnhauses der 1920er Jahr auch bautypologisch bedeutsam. | 08972103 |
| Weitere Bilder                          | Ehemaliges Gerichtsgebäude des Amtsgerichts (Nr. 6) mit Vorgarten, Resten der Einfriedung, Hofpflasterung, Wohnhaus (Nr. 6a, vermutlich ehemals Gefängnis) und kleines Nebengebäude im Hof                                                                      | Wilhelm-Pieck-Straße 6, 6a (Karte)                                                                          | 1898 | Repräsentativer Klinkerbau im Stil der Neorenaissance, orts- und regionalgeschichtliche Bedeutung. - Amtsgericht: zweigeschossiger Bau über hohem Sockelgeschoss, verklinkert, schwere Neurenaissance-Gliederungen, Seitenrisalite, Dachgeschoss entstellend ausgebaut - Wohnhaus im Hof: zweigeschossig über hohem Sockelgeschoss, Walmdach, verklinkert, Fensterrahmungen in Sandstein, zum Teil verloren - kleines Nebengebäude im Hof: roter Ziegelbau, an der Einfriedungsmauer, abgeschrägte Ecken, hochgelegene, mit Holzgitter verschlossene Fensteröffnungen in Blendbögen | 08972102 |
| Direkt Bild zu diesem Denkmal hochladen | Mietshaus in geschlossener Bebauung | Wilhelm-Pieck-Straße 13 (Karte)                                                                             | Um 1900 | Gründerzeitlicher Putzbau mit Klinkergliederung, platzbildprägend, architekturgeschichtliche Bedeutung. Dreigeschossiger Putzbau mit aufwendiger Klinkergliederung, Satteldach, Mittenbetonung durch Giebel. | 08972101 |

## Ballendorf
| Bild                                    | Bezeichnung | Lage                                                       | Datierung | Beschreibung | ID       |
| --------------------------------------- | --- | ---------------------------------------------------------- | --- | --- | -------- |
|                                         | Torhaus mit winkelförmig angebautem Seitengebäude, Einfriedungsmauer mit Pforte, Taubenhaus im Hof und Hofpflaster eines ehemaligen Vierseithofes | Alte Dorfstraße 5 (Karte)                                  | Bezeichnet mit 1800 | In der Region seltenes Beispiel eines repräsentativen Torhauses und eines Taubenhauses, bau- und sozialgeschichtlich von Bedeutung. - Torhaus mit Stall: zweigeschossig, massiv, verputzt, Torhaus mit Krüppelwalmdach, zur Straße zwei mächtige Rundbogenportale mit Schlusssteinen aus Porphyrtuff, einer bezeichnet: 1800, eine Öffnung zugesetzt, in der Durchfahrt Portal mit Porphyrtuffgewände und zweiteiliger Tür, Leutepforte mit Porphyrtuffgewände und Schlussstein größtenteils erneuert - Taubenhaus: Holzaufbau auf Rundpfeiler aus Porphyrtuff, Kegeldach mit Turmknauf | 09256760 |
| Direkt Bild zu diesem Denkmal hochladen | Wohnstallhaus eines ehemaligen Vierseithofes sowie Hofpflasterung und Einfriedung des Vorgartens                                                  | Alte Dorfstraße 7 (Karte)                                  | 18. Jahrhundert, jüngere Veränderungen                                                                                             | Wohnstallhaus Obergeschoss in Fachwerk, Zeugnis bäuerlicher Bau- und Lebensweise vergangener Zeit, heimat- und baugeschichtlich von Bedeutung. Zweigeschossig, Erdgeschoss massiv, Obergeschoss in Fachwerk, Satteldach mit verblattetem Stuhl, Haustür mit Porphyrtuffgewände, bezeichnet mit „I.W.O.“, an der Straßenfront Fensteröffnungen vergrößert, außenseitig abgeschleppter Anbau, im Inneren Reste alter Ausstattung: Türen, Backofen, Treppengeländer. | 08972176 |
|                                         | Spritzenhaus mit Schlauchturm | Alte Dorfstraße 16 (gegenüber) (Karte)                     | Bezeichnet mit 1949 | Anspruchsvolle architektonische Gestaltung in Bruchsteinmauerwerk, orts- und baugeschichtliche Bedeutung - Spritzenhaus: massiv, Bruchsteinmauerwerk, eingeschossig, flaches Satteldach, Inschrift-Tafel über dem Tor in Porphyrtuff, bezeichnet mit 1949 (Inschrifttafel) - Schlauchturm: massiv, Bruchsteinmauerwerk, Pyramidendach, Sachgerecht erneuert | 09256998 |
| Direkt Bild zu diesem Denkmal hochladen | Seitengebäude eines Vierseithofes | Alte Dorfstraße 22 (Karte)                                 | 1. Hälfte 19. Jahrhundert | Große Toreinfahrt, Obergeschoss in Fachwerk, für das Ortsbild bedeutsam, heimat- und baugeschichtlich von Bedeutung. Zweigeschossig, große Toreinfahrt, Erdgeschoss massiv in Bruchstein, Obergeschoss in Fachwerk, an einem Giebel freiliegend, anderer Giebel im oberen Teil verschiefert, Satteldach mit Schieferbelag. | 08972175 |
| Weitere Bilder                          | Bockwindmühle mit Mühlentechnik | An der Windmühle 1 (Karte)                                 | Bezeichnet mit 1835 | Originale Mühle von 1835 mit vollständig erhaltener Mühlentechnik, ortsbildprägend und technikgeschichtlich von Bedeutung, Seltenheitswert. Mühlenkasten mit Holzverkleidung und Fensteröffnungen, Bock mit Holz verkleidet, Satteldach mit Pappschindeln, Flügelkreuz mit Jalousieflügeln erhalten (erneuert), Feise erhalten, Wohnhaus unmittelbar nebenan, Mühle erstmals 1684 erwähnt, 1834 umgestürzt und 1835 neu errichtet worden, 1949 vom letzten Müller übernommen und bis 1953 (andere Quelle 1955) mit Windkraft, bis 1979 elektrisch betrieben, Mühleneinrichtung (Getriebe, Sackaufzug, Mahlgänge, Walzenstühle (u. a. Anton Besser Mühlenbauanstalt Wien XVL und FBD (?) Herrmann Eisengiesserei u. Maschinen-Fabrik Leipzig-Stoetteritz, Sichter)) noch im Original erhalten und voll funktionstüchtig, Inschrift am Mehlbalken: Eigenthumsbesitzer und Bauherr. Frau Johanna Christiana Flemming. MDCCCXXXV (1835). | 08972181 |
| Weitere Bilder                          | Postmeilensäule | Goldene Höhe (neben Nr. 2) (Karte)                         | Bezeichnet mit 1722 | Kursächsische Postmeilensäulen (Sachgesamtheit), Ganzmeilensäule, verkehrs- und regionalgeschichtlich von Bedeutung. Ganzmeilensäule (Obelisk) aus Porphyrtuff, Reihennummer 36, ursprünglich aufgestellt an der alten Poststraße nach Colditz. Die Kopie wurde erforderlich, weil das Original zu stark verwittert war. Sie trägt verschiedene Inschriften Borna 4 St. 1/2, 1722 und Colditz 1 St. 3/4 1722 sowie das Posthornzeichen auf beiden Seiten. | 08972185 |
| Weitere Bilder                          | Kirche mit Ausstattung und Kirchhof mit Einfriedungsmauer, zwei Zugängen sowie Denkmal für die Gefallenen desErsten Weltkrieges                   | Kirchweg (Karte)                                           | 15.–18. Jahrhundert, im Kern älter (Kirche); um 1480 (Sakramentsnische und Bischofsstatuen); 16. Jahrhundert (Taufe); 1900 (Orgel) | Saalkirche mit eingezogenem Chor und integriertem Westturm, im Kern mittelalterlicher Sakralbau mit barockem Turm, baugeschichtlich, ortsgeschichtlich und ortsbildprägend von Bedeutung. Saalkirche in Bruchstein, verputzt, barocker Westturm, Ausstattung (Angaben von Christine Kelm, Restauratorin): der Altar stammt aus der (alten, vor dem Neubau durch Quentin) Kirche Schwarzbach/bei Rochlitz, wurde 2002 in Ballendorf aufgestellt und seit 2009 krönt ein moderner Auferstandener den Altar (Bildhauer: Markus Gläser), weil der ursprüngliche nicht mehr aufzufinden ist? Der Altar bzw. die Reliefs und Schnitzereien stammen aus dem 17. Jahrhundert und offenbar vom selben Bildhauer wie der ehemals in Thierbaum und heute in Thum befindliche Altar. Die tragende Architektur des Altars ist neu. | 08972173 |
| Direkt Bild zu diesem Denkmal hochladen | Ehemalige Schule | Kirchweg 4 (Karte)                                         | Bezeichnet mit 1839 | Schlichter Putzbau, ortsbildprägende Lage am Kirchhof, orts- und sozialgeschichtlich von Bedeutung. Massiv in Bruchstein und Ziegel, jüngerer Rauputz und andere geringfügige Veränderungen, Satteldach einseitig mit Krüppelwalm, Erdgeschossöffnungen größtenteils mit Porphyrtuffrahmungen, Türgewände bezeichnet mit 1839. | 08972174 |
| Direkt Bild zu diesem Denkmal hochladen | Seitengebäude eines Vierseithofes | Obere Teichgasse 6 (Karte)                                 | 18. Jahrhundert | Obergeschoss Fachwerk verputzt, Zeugnis bäuerlicher Bau- und Lebensweise vergangener Zeit, hoher Authentizitätsgrad, heimat- und baugeschichtlich von Bedeutung. Zweigeschossig, Erdgeschoss in Bruchstein, Obergeschoss in Fachwerk, insgesamt verputzt, Satteldach mit verblattetem Dachstuhl, einseitig abgewalmt, Stall mit Natursteinstützen, größtenteils alte Fenster, außenseitig abgeschleppter Anbau. | 08972177 |
| Direkt Bild zu diesem Denkmal hochladen | Dreiseithof mit Wohnstallhaus, Seitengebäude, Scheune und Hofpflasterung                                                                          | Obere Teichgasse 8 (Karte)                                 | Um 1820 (Wohnstallhaus); bezeichnet mit 1865? (Seitengebäude); bezeichnet mit 1902 (Scheune)                                       | Wohnstallhaus Obergeschoss Fachwerk verputzt, massives Seitengebäude mit zweibogiger Kumthalle, als eine der letzten weitgehend original erhaltenen Hofanlagen von orts- und baugeschichtlicher Bedeutung - Wohnstallhaus: zweigeschossig, Erdgeschoss massiv, Obergeschoss vielleicht in Fachwerk, insgesamt jüngerer, nicht sachgerechter Rauputz, Fenster mit Holzgewänden, Giebel verbrettert, Krüppelwalmdach - Pferdestall mit Ausgedinge: zweigeschossig, massiv in Bruchstein und Ziegel, verputzt, Satteldach, Erdgeschossöffnungen mit Porphyrtuffgewänden, im Obergeschoss Sohlbänke aus Porphyrtuff, Haustür bezeichnet mit 1865 (?) (Türsturz), Pferdestall mit Kumthalle mit Porphyrtuffsäule - Scheune: zweitoriger Ziegelbau mit Satteldach, zwei Schrifttafeln mit den Erbauungsdaten, bezeichnet mit 1902 (Inschrifttafel) | 08972178 |
| Direkt Bild zu diesem Denkmal hochladen | Wohnstallhaus, Seitengebäude, daran angebaute Scheune, Toreinfahrt und Reste der Hofpflasterung eines Vierseithofes                               | Obere Teichgasse 22 (Karte)                                | 18. Jahrhundert | Fachwerkbauten, als Hofanlage in gutem Originalzustand, von bau- und ortsgeschichtlicher Bedeutung. - Wohnstallhaus: Erdgeschoss massiv in Bruchstein, Obergeschoss Fachwerk, Satteldach, Giebel im oberen Teil verschiefert, Erdgeschossfenster mit Sohlbänken in Porphyrtuff - Seitengebäude: größtenteils massiv erneuert, auf der Hofseite im Obergeschoss Fachwerk mit Kopfbändern, Satteldach, Scheune Einfahrt seitlich, massiv und Fachwerk, Satteldach - Toreinfahrt: gemauerte Pfosten, Hoftor | 08972179 |
| Weitere Bilder                          | Sachgesamtheit Königlich-Sächsische Triangulierung („Europäische Gradmessung im Königreich Sachsen“); Station 108, Ballendorf                     | Thierbaumer Weg (außerhalb des Ortes auf dem Feld) (Karte) | Bezeichnet mit 1875 | Triangulationssäule; Station 2. Ordnung, bedeutendes Zeugnis der Geodäsie des 19. Jahrhunderts, vermessungsgeschichtlich von Bedeutung. Der Aufbau der Trangulierungsstation auf der Höhe südlich des Dorfes an der Ballendorf-Thierbaumer Straße konnte sicherlich ohne Probleme vollzogen werden. Die freie Umgebung und die leichte Anfahrt boten gute Bedingungen. Steht man bei der Säule, ist es schwer vorstellbar, dass die Sichten zu den Nachbarstationen, darunter auch nach 118-Blumroda, möglich waren und gemessen werden konnten. Bei diesem Standort hatte der Gradmessungsassistent während der Erkundung sicherlich genauer zu überprüfen, ob alle geplanten Einbindungen ins Netz 2. Classe möglich waren. Insbesondere in Richtung Westen fanden später weitere Verdichtungen des sächsischen Landesnetzes mit der Anlage der Netze 3. und 4. Ordnung statt. Für weitere Bodenpunkte, aber auch für viele Kirchturmspitzen der Umgebung, wie die in Lausigk, Ebersbach, Zedlitz, Flößberg und Ballendorf, erfolgten Koordinatenbestimmungen, um eine größere Festpunktdichte für die anstehenden Vermessungsaufgaben verfügbar zu haben. Die ca. 2,90 m zylindrische hohe Säule mit quadratischem Grundriss aus Rochlitzer Porphyrtuff wurde 1875 von Gradmessungsassisstent Resch eingemessen und aufgestellt. Es befindet sich ein Höhenbolzen am Sockel. Die Säule wird abgeschlossen von Abdeckplatte mit Ringband. Die Inschrift „Station / BALLENDORF / der / Kön:Sächs: / Triangulierung / 1875“ legt Zeugnis davon ab. | 08972184 |
| Weitere Bilder                          | Meilenstein | Zur Linde 8 (gegenüber) (Karte)                            | 2. Hälfte 19. Jahrhundert | Königlich-Sächsischer Meilenstein, Ganzmeilenstein, verkehrsgeschichtlich von Bedeutung. Sandstein, stark verwittert, Krone teilweise erhalten. | 08972182 |

## Beucha
| Bild                                    | Bezeichnung | Lage                                    | Datierung | Beschreibung | ID       |
| --------------------------------------- | --- | --------------------------------------- | --- | --- | -------- |
| Weitere Bilder                          | Mühlenanwesen mit Wohnhaus (ehemals Mühle), Seitengebäude (Wohnstallhaus), Scheune, ehemaliges Backhaus, Schuppen und Toranlage sowie Mühlgraben (Mühlgut Beucha) | Am Mühlteich 5 (Karte)                  | 18. Jahrhundert (Mühle); bezeichnet mit 1827 (Wohnstallhaus)                                                                        | Gebäude teilweise in Fachwerkbauweise, Seitengebäude mit Drillingsfenster im Giebel, großer Hof von ortshistorischer Bedeutung als Mühlengrundstück, ortsbildprägende Lage am Dorfteich mit aufwändiger Gestaltung, bau- und ortsgeschichtlich von Bedeutung - Wohnhaus (ehemalige Mühle) ohne Mühlentechnik (laut Auskunft): zweigeschossig, Erdgeschoss massiv, Obergeschoss Fachwerk, Krüppelwalmdach, schöne alte Tür: Ende 19. Jahrhundert - Scheune: eingeschossig, Fachwerk, eintorig, große Durchfahrt, Krüppelwalmdach - Wohnstallhaus (vermutlich Ausgedingehaus): bezeichnet mit 1827 (im Schlussstein), zweigeschossig, massiver Bau, reiche Porphyrtuffgliederungen (Fenster- und Türgewände, Gesims, profilierte Tür- und Fensterverdachungen im Erdgeschoss), originale Fenster, Satteldach, besonders reich ausgebildeter Giebel - ehemaliges Backhaus: eingeschossig, massiv, steinerne Tür- und Fenstergewände, Satteldach mit Gauben, originale Fenster und Tür - daneben Fachwerkschuppen - Torpfeiler der Toranlage in Porphyrtuff Mühle bis in die 1960er Jahre in Betrieb laut Auskunft. | 08972235 |
| Direkt Bild zu diesem Denkmal hochladen | Wohnstallhaus, Einfriedungsmauer am Zufahrtsweg und Torpfeiler eines Vierseithofes | Am Mühlteich 6 (Karte)                  | Bezeichnet mit 1826 | Obergeschoss Fachwerk, ortsbildprägendes Gebäude eines Bauernhofes, baugeschichtlich von Bedeutung - zweigeschossiges Wohnstallhaus, bezeichnet mit 1826 (im Schlussstein), Erdgeschoss massiv, Obergeschoss Fachwerk, Krüppelwalmdach, Porphyrtuffportal mit Segmentbogen und Schlussstein, über Haustür mit Inschrift (bezeichnet mit „G.D. 1826“), im Erdgeschoss Fenstergewände aus Porphyrtuff - am Zufahrtsweg kniehohe Mauer aus Bruchstein, zum Hof hin ansteigend - drei genutete Torpfosten aus Sandstein mit Wagenpoller, Kämpferplatte mit Zahnschnitt | 08972248 |
| Direkt Bild zu diesem Denkmal hochladen | Wohnstallhaus eines Bauernhofes | Am Mühlteich 7 (Karte)                  | Um 1800 | Ortsbildprägendes Fachwerkhaus, baugeschichtlich von Bedeutung. Zweigeschossig, Satteldach, Erdgeschoss massiv, Obergeschoss Fachwerk, ortsbildprägender Fachwerkgiebel, (Tür verändert). | 08972237 |
|                                         | Seitengebäude, daran angebautes zweites Seitengebäude (mit Oberlaube), Scheune, Kelleranlage (vor der Scheune angebaut) und Hofpflaster eines Vierseithofes | Am Mühlteich 8 (Karte)                  | Ende 18. Jahrhundert | Aufwändig gestalteter Bauernhof mit in der Region seltenem Laubengang über dem Stallgebäude, Fachwerkbauten, bau- und ortsgeschichtlich von Bedeutung. - Seitengebäude: zweigeschossiger Fachwerkbau mit Toreinfahrt, größtenteils Fachwerk, Erdgeschoss zum Teil massiv erneuert, Toreinfahrt im Hof, Krüppelwalmdach - Stall: zweigeschossig, Erdgeschoss massiv, Obergeschoss Fachwerk mit Laubengang, Satteldach, eine ältere Tür - zweite Scheune: Fachwerkobergeschoss, Untergeschoss massiv, Satteldach, davor massiver Keller, rückseitig Hocheinfahrt | 08972236 |
| Direkt Bild zu diesem Denkmal hochladen | Wohnhaus eines Vierseithofes | Beuchaer Landstraße 19 (Karte)          | Ende 18. Jahrhundert | Obergeschoss Fachwerk, eines der ältesten Gebäude des Dorfes, baugeschichtlich von Bedeutung. Zweigeschossig, Erdgeschoss massiv (zum Teil Lehmmauern), Obergeschoss Fachwerk, ein Giebel Fachwerk, Krüppelwalmdach, Erdgeschossfenster mit Holzrahmung. | 08972238 |
| Weitere Bilder                          | Kirche und Kirchhof mit Einfriedung und einigen Grabmalen | Flößberger Straße (Karte)               | Um 1500, im Kern älter (Kirche); um 1675 (Empore); 1680 (Hans Haubold von Kötteritz); 1790 (Altar); bezeichnet mit 1790 (Altarbild) | Im Kern romanische Saalkirche, später überformt, dreiseitig geschlossener Chor, großer oktogonaler Dachreiter, baugeschichtlich, ortsgeschichtlich und ortsbildprägend von Bedeutung. - Kirche: im Kern romanische Saalkirche, verputzt, dreiseitig geschlossener Chor, Satteldach, großer oktogonaler Dachreiter, Westportal um 1500, Segmentbogenfenster, im Chor Rundbogenfenster, am Chorgiebel Kopfrelief - Einfriedung, Bruchsteinmauer - Grabstein von Familie Rößner (um 1872) - Grabstein Paul Edwin Müller gest. 1909 - Lutherstein (aus Porphyrtuff), Johann August Schroeter (1850er J.) (eisernes Grabkreuz) - ein weiteres eisernes Grabkreuz | 08972232 |
| Direkt Bild zu diesem Denkmal hochladen | Kriegerdenkmal für die Gefallenen des Ersten Weltkrieges | Flößberger Straße 2 (gegenüber) (Karte) | Um 1920 | Ortsgeschichtliche Bedeutung. Unregelmäßig behauener großer Granitstein, Inschrift mit den Namen der Gefallenen, in Stein gemeißelte Motive: Eisenkreuz, Schwert, Helm, umsäumt von vier Tannen. | 08972247 |
|                                         | Vierseithof mit Wohnhaus, Seitengebäude, zwei Scheunen und Hofpflaster | Flößberger Straße 6, 8 (Karte)          | Bezeichnet mit 1795 | Reich gestaltetes Fachwerkensemble eines Bauernhofes, ortsbildprägend und baugeschichtlich von Bedeutung. - Wohnhaus, bezeichnet mit 1795 (am Giebel): zweigeschossig, Erdgeschoss massiv, Obergeschoss Fachwerk, Erdgeschossfenster und Tür verändert, Satteldach - Stall: zweigeschossig, mit äußerem Treppenaufgang, Erdgeschoss massiv, Obergeschoss Fachwerk, ältere Fenster, Krüppelwalmdach - zwei Fachwerkscheunen: mit mehreren großen Toreinfahrten, Krüppelwalmdach | 08972234 |
| Direkt Bild zu diesem Denkmal hochladen | Armenhaus | Flößberger Straße 7 (Karte)             | 1. Hälfte 19. Jahrhundert | Eingeschossiger Putzbau, Fachwerkgiebel, sozialgeschichtliche Bedeutung. Eingeschossig, Satteldach, verputzter Massivbau, ein Giebel in Fachwerk, weit vorspringende Traufe, neuere Türen und Fenster (mit Klappläden). | 08972233 |
| Weitere Bilder                          | Rittergut Beucha (Sachgesamtheit) | Gutshof 1, 3, 4, 5, 6, 7, 8 (Karte)     | Bezeichnet mit 1654 (Pächterhaus, sogenanntes Altes Herrenhaus); bezeichnet mit 1810 (laut Bauinschrift, Neues Herrenhaus)          | Sachgesamtheit Rittergut Beucha, mit den Einzeldenkmalen: Herrenhaus (sogenanntes Neues Herrenhaus, Gutshof 1), zwei Nebengebäude (Gutshof 4, Pächter-Wohnhaus, sogenanntes Altes Herrenhaus, und Gutshof 6, Wohnhaus) und südwestliches Stall- und Scheunengebäude (Gutshof 3) eines Rittergutes sowie südlicher Teil des ehemaligen Gutsparks und Solitärbaum (08972246) sowie den Sachgesamtheitsteilen: Scheunen, weitere Wirtschaftsgebäude (Nr. 3, 5, 6, 7, 8) und östlicher Teil des ehemaligen Gutsparks mit Resten einer Allee (Stieleichen) als östlicher Abschluss des Rittergutsareals; prägender Bestandteil der Ortsstruktur und des Ortsbildes, vierseitig geschlossene Anlage, wertvolles Sitznischenportal der Renaissancezeit am Alten Herrenhaus, Neues Herrenhaus mit neobarocker Ausstattung der 1920er Jahre, Gestaltung des Gutsparks unter Einbeziehung des Wasserlaufs, mit Teichen, Bastion sowie struktur- und raumbildender Bepflanzung, von kunsthistorischer, baugeschichtlicher, gartengeschichtlicher und kulturgeschichtlicher Bedeutung. Das ehemalige Rittergut Beucha dokumentiert mit seinem erhaltenen Bestand an baulichen und gärtnerischen Anlagen Entwicklungen des Herrensitzes seit dem 16. Jahrhundert (Altes Herrenhaus), über das 19. Jahrhundert bis zum 20. Jahrhundert. Als wesentlicher und prägender Bestandteil der Ortsgeschichte und Ortsstruktur erlangt es eine wichtige ortsgeschichtliche Bedeutung. Seine Bauten und Anlagen sind Zeugnisse der gutsherrschaftlichen Bau-, Lebens- und Wirtschaftsweise, die in der Vergangenheit für die ländlichen Regionen in Sachsen charakteristisch waren und hier eine entscheidende kulturtragende Rolle spielte. Unter diesen Aspekten verkörpert das ehemalige Rittergut einen bau- und kulturgeschichtlichen Aussagewert. Mit dem Bau des Neuen Herrenhauses erfolgte offenbar die besondere Bezugnahme auf die örtlichen Gegebenheiten (wirkungsvolle Positionierung des Gebäudes auf dem Hang über der Eula-Aue). Es entsprach dem Geschmack und den gestalterischen Absichten der Zeit, dass für die Ein- und Anbindung in die Umgebung ein landschaftlich gestalteter Garten oder Park als entscheidendes Bindeglied fungierte. Auch bei den Veränderungen im Zuge des Umbaus des Neuen Herrenhauses um 1920, für den mit Emil Franz Hänsel ein namhafter Architekt gewonnen wurde, folgt man offenbar weiter diesen Intentionen. Mit seiner Funktion und den entsprechenden Gestaltungselementen veranschaulicht der ehemalige Rittergutspark charakteristische Merkmale der gartenkünstlerischen Entwicklung von ausgehenden 18. bis ins 20. Jahrhundert hinein, womit er einen gartenhistorischen Zeugniswert erhält. | 09302570 |
| Weitere Bilder                          | Herrenhaus (sogenanntes Neues Herrenhaus, Gutshof 1), zwei Nebengebäude (Gutshof 4, Pächter-Wohnhaus, sogenanntes Altes Herrenhaus, und Gutshof 6, Wohnhaus) und südwestliches Stall- und Scheunengebäude (Gutshof 3) eines Rittergutes sowie südlicher Teil des ehemaligen Gutsparks und Solitärbaum (Einzeldenkmale der Sachgesamtheit 09302570) | Gutshof 1, 3, 4, 6 (Karte)              | Bezeichnet mit 1654 (Pächterhaus, sogenanntes Altes Herrenhaus); bezeichnet mit 1810 (laut Bauinschrift, Neues Herrenhaus)          | Einzeldenkmale der Sachgesamtheit Rittergut Beucha; vierseitig geschlossene Anlage, wertvolles Sitznischenportal der Renaissancezeit am Alten Herrenhaus, Neues Herrenhaus mit neobarocker Ausstattung der 1920er Jahre, Gestaltung des Gutsparks unter Einbeziehung des Wasserlaufs, mit Teichen, Bastion sowie struktur- und raumbildender Bepflanzung, von kunsthistorischer, baugeschichtlicher, gartengeschichtlicher und kulturgeschichtlicher Bedeutung. - Herrenhaus (Neues Herrenhaus), bezeichnet mit MDCCCX über dem Eingang: zweigeschossiger Putzbau, im Mittelrisalit drei Fensterachsen, seitlich ursprünglich zwei Fensterachsen, Mittelrisalit mit Eingangsportal, Walmdach mit Gauben, verschieferter Dachreiter mit kielbogenförmigem Giebel und quadratischer Glockenturm (aus den 1920er Jahren), polygonaler eingeschossiger Anbau an die Bibliotheksstube und rückseitig Altan auf drei Stützen mit Lisenengliederung, seitlicher Anbau mit Treppenhaus aus den 1920er Jahren, wertvolle Innenausstattung der 1920 Jahre, Festsaal mit Stuckdecke und Fensterrahmung aus Stuck - Pächter-Wohnhaus (Altes Herrenhaus): zweigeschossig auf T-förmigem Grundriss, Erdgeschoss massiv, Obergeschoss Fachwerk, Krüppelwalmdach mit Dachhecht, aufwändig gestaltetes Sitznischenportal des 17. Jahrhunderts aus Porphyrtuff aus der Renaissancezeit mit Beschlagwerk im Rundbogen, hervorkragende Kämpferplatten (bezeichnet: 1640 und bezeichnet: 1906), Kartusche mit Engelmotiv (bezeichnet mit 1654), Renaissancefenstergewände aus Porphyrtuff, im Obergeschoss hofseitig zwei steinerne Wappen, rückwärtiger Anbau an der Traufseite, an Giebelseite des Pächterhauses Seitengebäude, einseitig Krüppelwalmdach, zweigeschossig, massiv, Fenstergewände aus Porphyrtuff - daneben eine Scheune: massiv, Krüppelwalmdach, Tordurchfahrt - zweite Scheune: Fachwerk mit Fachwerkgiebel, Tordurchfahrt, Seitengebäude: verputzt, massiv, Walmdach - Rest der Parkanlage: zum Park hin Torbogen aus Bruchstein mit Bogenquaderung | 08972246 |

## Buchheim
| Bild                                    | Bezeichnung                                                                         | Lage                                             | Datierung | Beschreibung | ID       |
| --------------------------------------- | ----------------------------------------------------------------------------------- | ------------------------------------------------ | --- | --- | -------- |
| Direkt Bild zu diesem Denkmal hochladen | Ehemaliges Pfarrhaus, heute Wohnhaus                                                | Alte Straße 1 (Karte)                            | 1863 | Gut gegliederter Putzbau, ortsgeschichtliche Bedeutung als Geburtshaus des Forschers Friedrich Küchenmeister, ortsbildprägendes Gebäude. Zweigeschossig, massiv, Satteldach, schlichte Putzgliederung, Tür mit Porphyrtuffgewände, originale Tür, im Inneren Reste der Originalausstattung, Porphyrtuffußbodenplatten, steinerne Treppenstufen. | 08972189 |
| Direkt Bild zu diesem Denkmal hochladen | Bienenhaus                                                                          | Alte Straße 2 (Karte)                            | Bezeichnet mit 1891 am Giebel                                                                                      | Anspruchsvolle Gestaltung, Seltenheitswert, wirtschaftsgeschichtlich und künstlerisch-handwerklich von Bedeutung. Bezeichnet mit „AM 1891“, Holzhaus, Ziegelsockel, löwengestaltete Bienenbeute. | 08972187 |
| Weitere Bilder                          | Kirche mit Ausstattung, Kirchhof mit Einfriedungsmauer und zwei Eingängen           | Alte Straße 3 (Karte)                            | Bezeichnet mit 1680, im Kern älter (Kirche); Ende 17. Jahrhundert (Altar und Kreuzigungsszene)                     | Barocke Saalkirche mit Südturm, im Kern romanisch, baugeschichtlich, ortsgeschichtlich und ortsbildprägend von Bedeutung. Sehr schlichte Saalkirche mit seitlichem, niedrigem Kirchturm, gerader Chorschluss, Eckquaderung, mehrere Anbauten, alte Tür mit figuralen Eisenbeschlägen bezeichnet: 1680, Kirchhofmauer (mit zwei Eingängen). | 08972190 |
| Direkt Bild zu diesem Denkmal hochladen | Wohnstallhaus eines ehemaligen Vierseithofes                                        | Alte Straße 10 (Karte)                           | Bezeichnet mit 1742                                                                                                | Obergeschoss vermutlich Fachwerk, als eines der ältesten Bauernhäuser des Dorfes von bau- und ortsgeschichtlicher Bedeutung. Zweigeschossig, Erdgeschoss massiv, Obergeschoss vermutlich Fachwerk, einseitig Krüppelwalmdach, Anbau (Backhaus), Türgewände mit Schlussstein, bezeichnet mit „GFK 1742“. | 08972191 |
| Direkt Bild zu diesem Denkmal hochladen | Wohnstallhaus eines Dreiseithofes                                                   | Neue Teichstraße 3 (Karte)                       | Mitte 19. Jahrhundert                                                                                              | Wohnstallhaus Bruchsteinbau mit Putzgliederung, als Teil des ehemaligen Dorfkerns von ortsgeschichtlicher Bedeutung - Wohnstallhaus: massiver Bruchsteinbau, zweigeschossig, Satteldach, Reste der originalen Putzgliederung erhalten, Sandsteinfenstergewände - ehemals denkmalgeschütztes Seitengebäude Neue Teichstraße 1: Bruchstein, massiv, gekürzt, Abriss zugestimmt (Februar 2000) | 08973170 |
| Direkt Bild zu diesem Denkmal hochladen | Ehemalige Schmiede                                                                  | Untere Dorfstraße 1 (Karte)                      | 1747 datiert | Fachwerkbau, verputzt, jüngere Anbauten, eines der ältesten Gebäude in der Ortslage Buchheim, orts- und heimatgeschichtliche Bedeutung | 09307201 |
| Direkt Bild zu diesem Denkmal hochladen | Zwei Wohnstallhäuser, Scheune sowie Toreinfahrt und Hofpflaster eines Dreiseithofes | Untere Dorfstraße 2 (Neue Teichstraße 1) (Karte) | Um 1860, spätere Umbauten (Wohnstallhaus); bezeichnet mit 1899 (Scheune); bezeichnet mit 1902 (südliches Wohnhaus) | Verputzte Massivbauten, imposante Hofanlage des 19. und frühen 20. Jahrhunderts von großer, ortsbildprägender Bedeutung, heimatgeschichtlich von Interesse. - Wohnstallhäuser: zweigeschossige Putzbauten, Tür- und Fenstergewände in Sandstein, Porphyrtuff und Kunststein, im Inneren der Ställe Sandsteinsäulen - südliches Wohnhaus: bezeichnet mit 1902 - Scheune: massiv, Satteldach, über Scheunentor Inschrifttafel Durch Feuersbrunst zerstört am 9. November 1898. Mit Gottes Hilfe erbaut im Jahre 1899. Louis Thalmann. - Toreinfahrt: mit gemauerten Pfosten | 08972192 |

## Ebersbach
| Bild                                    | Bezeichnung | Lage                                                    | Datierung | Beschreibung | ID       |
| --------------------------------------- | --- | ------------------------------------------------------- | --- | --- | -------- |
| Direkt Bild zu diesem Denkmal hochladen | Kilometerstein |                                                         | Um 1900 | Verkehrsgeschichtlich von Bedeutung | 09259831 |
| Direkt Bild zu diesem Denkmal hochladen | Kilometerstein |                                                         | Um 1900 | Verkehrsgeschichtlich von Bedeutung | 08972205 |
| Direkt Bild zu diesem Denkmal hochladen | Kilometerstein |                                                         | 19. Jahrhundert | Verkehrsgeschichtlich von Bedeutung | 08972206 |
| Direkt Bild zu diesem Denkmal hochladen | Kilometerstein |                                                         | 19. Jahrhundert | Sandstein mit Beschriftung, verkehrsgeschichtlich von Bedeutung | 08972207 |
| Direkt Bild zu diesem Denkmal hochladen | Gutsarbeiterhäuser am Wirtschaftshof des Rittergutes (Einzeldenkmale der Sachgesamtheit 09302568) | Mittelstraße 1a, 1b, 1c (Karte)                         | Im Kern 16. Jahrhundert | Einzeldenkmale der Sachgesamtheit Rittergut Ebersbach; orts- und sozialgeschichtlich von Bedeutung | 09257954 |
| Direkt Bild zu diesem Denkmal hochladen | Herrenhaus (Schäfergasse 6) und Wirtschaftsbauten (Ställe und Scheunen, Schäfergasse 4b und Mittelstraße 1), Grenzstein im Garten und Reste der Einfriedung mit Toreinfahrten (Einzeldenkmale der Sachgesamtheit 09302568) | Mittelstraße 1 (Schäfergasse 6) (Karte)                 | 16. Jahrhundert, jüngere Umbauten (Herrenhaus); 18./19. Jahrhundert (Wirtschaftsgebäude)                                        | Einzeldenkmale der Sachgesamtheit Rittergut Ebersbach; orts- und baugeschichtliche Bedeutung, das Herrenhaus ein Renaissancebau mit Volutengiebel. - Herrenhaus: zweigeschossiger Bruchsteinbau, Gliederungen und Gewände aus Porphyrtuff, hofseitig schöne Giebel in Renaissanceformen, in der Mitte Treppenturm, seitlich schräggestellte Anbauten, Rückseite von barockem Erweiterungsbau geprägt, Krüppelwalmdach, im Inneren Kreuzgratgewölbe und alte Ausstattungsteile - Wirtschaftsbauten (Ställe, Scheune und Gutsarbeiterhäuser): Bruchsteinmauerwerk, verschiedentlich mit Porphyrtuffteilen, Satteldächer, Grenzstein in Porphyrtuff - Einfriedungsmauer: Nach Norden Bruchstein-Trockenmauer (unverputzt, mit Bruchsteinplatten als Abdeckung), lückenhaft. Garteneingang von Nordwesten. | 09256981 |
| Direkt Bild zu diesem Denkmal hochladen | Häuslerhaus | Mittelstraße 4 (Karte)                                  | Um 1840 | Zeugnis einfacher dörflicher Lebensverhältnisse vergangener Zeit, sozialgeschichtlich von Bedeutung. Eingeschossig in Bruchstein, Porphyrtuffgewände, Satteldach, rückseitig abgeschleppter Anbau. | 09257042 |
| Weitere Bilder                          | Kirche mit Ausstattung, Kirchhof mit Einfriedung und Denkmal für die Gefallenen des Ersten Weltkrieges | Neue Landstraße (Karte)                                 | Um 1200, später überformt (Kirche); bezeichnet mit 1502 (Altar); um 1560 (Säule); 1576/1580 (Grabmal); um 1920 (Kriegerdenkmal) | Romanische Chorturmkirche, später überformt, Saalbau, weithin sichtbarer Turm mit Welscher Haube, baugeschichtlich, ortsgeschichtlich und ortsbildprägend von Bedeutung. Romanische Chorturmkirche, verputzter, Bruchsteinbau, Apsis, an der Westseite romanisches Portal und Rundbogenfenster, barocker Turmhelm. | 08971968 |
| Direkt Bild zu diesem Denkmal hochladen | Grenzstein | Neue Landstraße (Karte)                                 | Um 1800 | Ortshistorische Bedeutung. Hilbersdorfer Porphyrtuff, eingetiefte Krone mit Kreuz, bezeichnet mit „92“. | 09259838 |
| Direkt Bild zu diesem Denkmal hochladen | Gasthof Deutsches Haus mit Saalanbau | Neue Landstraße 5 (Karte)                               | Um 1800 | Ortsgeschichtliche Bedeutung als Gasthaus, bemerkenswert stattlicher Saalanbau der Gründerzeit - Gasthof in Ecklage Hofgartenstraße: zweigeschossiger Putzbau, steiles Krüppelwalmdach, zur Rückseite vollständig abgewalmt, Obergeschoss vermutlich teilweise Fachwerk, seitlich abgeschleppter Anbau - Saalanbau: eingeschossiger Putzbau, Natursteinsockel, Lisenengliederung, Walmdach, große Rundbogenfenster, im Inneren Saal mit Säulenstellungen, große Deckenrosette, Bühne | 09259841 |
| Direkt Bild zu diesem Denkmal hochladen | Nördliches Seitengebäude eines Vierseithofes | Neue Landstraße 10 (Karte)                              | Mitte 18. Jahrhundert | Ortsbildprägender Fachwerkbau, Zeugnis für die regionale dörfliche Bauweise vergangener Zeit, baugeschichtlich von Bedeutung. Ursprünglich wohl Stallgebäude mit Leutestuben, zweigeschossig, Erdgeschoss massiv, Obergeschoss Fachwerk, Satteldach, Tordurchfahrt. | 09257058 |
| Direkt Bild zu diesem Denkmal hochladen | Ehemaliges Forsthaus | Neue Landstraße 17 (Karte)                              | Bezeichnet mit 1815 | Straßenbildprägender Putzbau mit Krüppelwalmdach und zwei Segmentbogenportalen, regional- und baugeschichtliche Bedeutung. Zweigeschossig, Bruchstein, verputzt, Krüppelwalmdach, Porphyrtuffenstergewände, zwei aufwändige Türportale aus Porphyrtuff mit Schlusssteinen, ein Schlussstein bezeichnet mit 1815, gartenseitige Tür original, Ausgussstein. | 08971969 |
| Weitere Bilder                          | Rittergut Ebersbach (Sachgesamtheit) | Schäfergasse 4b, 6 (Mittelstraße 1, 1a, 1b, 1c) (Karte) | 16. Jahrhundert, jüngere Umbauten (Herrenhaus)                                                                                  | Sachgesamtheit Rittergut Ebersbach, mit den Einzeldenkmalen: Herrenhaus (Schäfergasse 6) und Wirtschaftsbauten (Ställe und Scheunen, Schäfergasse 4b und Mittelstraße 1), Grenzstein im Garten und Reste der Einfriedung mit Toreinfahrten (09256981), Gutsarbeiterhäuser Mittelstraße 1a-1c (09257954) sowie dem Gutspark (Gartendenkmal); orts-, sozial- und baugeschichtliche sowie ortsbildprägende Bedeutung, das Herrenhaus ein Renaissancebau mit Volutengiebel, der Rest eines Gutsparks mit struktur- und raumbildender Bepflanzung, Obstwiese. - Rest eines Gutsparkes als Bestandteil einer Sachgesamtheit aus Herrenhaus, Park, Wirtschaftsbauten und Gutsarbeiterhäusern. Ursprünge des Parks vermutlich im Zusammenhang zum Bau des Schlosses im 16. Jahrhundert. Privatbesitz. Gutshof westlich des Herrenhauses, von Wirtschaftsgebäuden nahezu vollständig umgeben. Keine direkte Beziehung zwischen südlich orientierter Schlossfassade und östlich anschließendem Park (Seiteneingang). - Am östlichen Rand Hainbuchen (Altbestand), die auf frühere Heckenpflanzung hindeuten. - Gelände nahezu eben, leicht nach Süden abfallend. Große, rechteckige Wiesenfläche mit hainartigem, unregelmäßigem Bewuchs, in Schlossnähe Großbäume, im Ostteil Obstbäume (Hochstämme). - einzelne Altbäume (Solitärs): Blut-Buche (Fagus sylvatica f. purpurea), Rot-Eiche (Quercus rubra) und Lärche (Larix decidua), sonst überwiegend jüngerer Baumbestand, darunter etliche Birken - Ausstattung: Historischer Grenzstein aus Rochlitzer Porphyrtuff im westlichen Gartenteil. - im westlichen Abschnitt (in unmittelbarer Nähe des Herrenhauses) möglicherweise Reste einer Ausgestaltung als Ziergarten im frühen 20. Jahrhundert: erhöhter Platz mit Bruchstein-Einfassung (Sitzplatz oder Fundamente eines kleinen Gebäudes?), Wasserbecken (?) aus Beton mit Rest plastischen Schmucks (Frosch auf Kugel?), einfacher Grenzstein etwa im Zentrum des Bereichs, fast lebensgroße Plastik (weiblicher Akt, Amphora auf der Schulter tragend, Kunststein/frühes 20. Jahrhundert?) - Störende Elemente: Kleinere Einbauten im Garten sowie landwirtschaftliche Großbauten (DDR-Zeit) an der Südseite (auf ehemaligem Parkgelände), dadurch Sachgesamtheit aus Herrenhaus, Park, Wirtschaftsbauten, Gutsarbeiterhäusern räumlich nicht mehr nachvollziehbar. | 09302568 |
| Direkt Bild zu diesem Denkmal hochladen | Herrenhaus (Schäfergasse 6) und Wirtschaftsbauten (Ställe und Scheunen, Schäfergasse 4b und Mittelstraße 1), Grenzstein im Garten und Reste der Einfriedung mit Toreinfahrten (Einzeldenkmale der Sachgesamtheit 09302568) | Schäfergasse 4b, 6 (Mittelstraße 1) (Karte)             | 16. Jahrhundert, jüngere Umbauten (Herrenhaus); 18./19. Jahrhundert (Wirtschaftsgebäude)                                        | Einzeldenkmale der Sachgesamtheit Rittergut Ebersbach; orts- und baugeschichtliche Bedeutung, das Herrenhaus ein Renaissancebau mit Volutengiebel. - Herrenhaus: zweigeschossiger Bruchsteinbau, Gliederungen und Gewände aus Porphyrtuff, hofseitig schöne Giebel in Renaissanceformen, in der Mitte Treppenturm, seitlich schräggestellte Anbauten, Rückseite von barockem Erweiterungsbau geprägt, Krüppelwalmdach, im Inneren Kreuzgratgewölbe und alte Ausstattungsteile - Wirtschaftsbauten (Ställe, Scheune und Gutsarbeiterhäuser): Bruchsteinmauerwerk, verschiedentlich mit Porphyrtuffteilen, Satteldächer, Grenzstein in Porphyrtuff - Einfriedungsmauer: Nach Norden Bruchstein-Trockenmauer (unverputzt, mit Bruchsteinplatten als Abdeckung), lückenhaft. Garteneingang von Nordwesten. | 09256981 |
| Direkt Bild zu diesem Denkmal hochladen | Wohnstallhaus eines Häusleranwesens | Schäfergasse 8 (bei) (Karte)                            | Mitte 19. Jahrhundert | Zeugnis dörflicher Bau- und Lebensweise vergangener Zeit in Fachwerkbauweise, baugeschichtlich von Bedeutung. Zweigeschossig, Erdgeschoss und rückseitiger Giebel massiv, Obergeschoss Fachwerk, Satteldach. | 09257114 |
| Direkt Bild zu diesem Denkmal hochladen | Häuslerhaus und seitliche Einfriedung | Schulstraße 7 (Karte)                                   | 1. Hälfte 19. Jahrhundert | Fachwerkbau, in gutem Originalzustand, von bau- und sozialgeschichtlicher Bedeutung. Zweigeschossig, Erdgeschoss massiv und verputzt, Obergeschoss Fachwerk, Satteldach. | 09259832 |
| Direkt Bild zu diesem Denkmal hochladen | Torhaus (mit Auszüglerteil und Stallscheunenteil) eines Vierseithofes sowie separates Gerätehaus | Schulstraße 10 (Karte)                                  | Um 1830 | Schlichter Putzbau, weitgehend originales, in der Region seltenes Torhaus, Zeugnis der bäuerlichen Lebenskultur vergangener Zeiten, baugeschichtlich von Bedeutung. - Torhaus: großer Torbogen, originales Tor, zweigeschossig, verputzter Bruchsteinbau, Krüppelwalmdach, Porphyrtuffgewände an Fenster und Türen - Auszugshaus: Bruchstein, Fenstergewände mit Porphyrtuff | 09259834 |
| Direkt Bild zu diesem Denkmal hochladen | Seitengebäude und Scheune eines Bauernhofes | Teichstraße 2 (Karte)                                   | Um 1800 (Seitengebäude); um 1900 (Scheune)                                                                                      | Fachwerkbauten, Zeugnisse für bäuerliche Wirtschaftsweise vergangener Zeiten, bau- und wirtschaftsgeschichtlich von Bedeutung. - Seitengebäude: zweigeschossig, Erdgeschoss massiv, Obergeschoss in Fachwerk, Satteldach, Giebel verbrettert - Scheune: hoher Porphyrtuffsockel, Fachwerk, zweitorig, Giebelseiten massiv | 08971852 |
| Direkt Bild zu diesem Denkmal hochladen | Häuslerhaus | Teichstraße 3 (Karte)                                   | Mitte 19. Jahrhundert, jüngere Veränderungen                                                                                    | Obergeschoss teils massiv, teils Fachwerk, sozial- und ortsgeschichtlich interessant, Bedeutung für das Straßenbild. Wohnhaus ehemals mit Stall und Scheune, zweigeschossig, Erdgeschoss und Giebel massiv, Obergeschoss teils massiv, teils Fachwerk, steiles Satteldach, rückseitig abgeschleppter Anbau. | 09255866 |
| Direkt Bild zu diesem Denkmal hochladen | Häusleranwesen, bestehend aus Wohnhaus mit Anbau | Teichstraße 4 (Karte)                                   | 1. Hälfte 19. Jahrhundert | Obergeschoss zum Teil Fachwerk, Zeugnis vergangener dörflicher Lebensweise in gutem Originalzustand, sozialgeschichtlich bedeutend. - Häusleranwesen: zweigeschossig, verputzt, Satteldach, Erdgeschoss in Bruchstein, Obergeschoss in Lehmziegel und Fachwerk, Fenstergewände zum Teil aus Porphyrtuff, Türen mit Porphyrtuffgewänden - nachträglicher Anbau: zweigeschossig, massiv, verputzt, Satteldach, Porphyrtuffgewände | 08971853 |
| Direkt Bild zu diesem Denkmal hochladen | Häuslerhaus, mit angebautem Seitenflügel | Teichstraße 6 (Karte)                                   | 1. Hälfte 19. Jahrhundert | Obergeschoss Fachwerk, sozialgeschichtliches Zeugnis der dörflichen Bau- und Lebensweise vergangener Zeit. - Wohnhaus: zweigeschossig, Erdgeschoss massiv, Obergeschoss Fachwerk, Satteldach, ein Giebel massiv in Ziegel, der andere im oberen Teil verbrettert - angebauter Seitenflügel: eingeschossig, Satteldach, Mauern zum Teil in Lehm und Fachwerk | 08972208 |
| Weitere Bilder                          | Bockwindmühle mit Mühlentechnik | Thierbaumer Straße 15 (Karte)                           | Bezeichnet mit 1859 | Mühlentechnik erhalten und funktionstüchtig, orts- und technikgeschichtliche Bedeutung. Auf dem Platz einer bereits vorhandenen Windmühle erbaute 1859 der Müllermeister Wilhelm Prautzsch diese Bockwindmühle. Davon zeugt die im Mühlenkasten vorhandene Inschrift ERBAUD. VON MEISTER, JOHANN WILLHELM PRAVTZSCH Baumstr. J.G.Lange, MDCCCLIX. Noch vor dem Ersten Weltkrieg erhielt sie zum Antrieb der Arbeitsmaschinen zusätzlich zum Windantrieb einen Elektromotor. In ihrer letzten Phase ab 1952 arbeitete die Mühle nur noch mit Elektromotor, bis sie 1967 stillgelegt wurde. In der Mühle hat sich die technische Ausstattung fast vollständig erhalten und ist funktionstüchtig. Ruten und Sterz wurden zwischen 1990 und 1997 erneuert. Die Mühle zeugt von der kleinteiligen und handwerklich geprägten Versorgung mit Getreideprodukten der vorindustriellen Zeit im frühen 19. Jahrhundert. Waren Bockwindmühlen im 19. Jahrhundert der am meisten verbreitetste Mühlentyp in Sachsen, wurden sie durch andere, effizienter arbeitende Windmühlentypen und letztlich durch industriell arbeitende Wassermühlen abgelöst und verschwanden zu Beginn des 20. Jahrhunderts aus dem Landschaftsbild. Die hier geschützte Bockwindmühle ist eine der wenigen erhaltenen Bockwindmühlen in Sachsen und damit von technikgeschichtlicher Bedeutung; Mühlenkasten mit Feise mit Holzverkleidung, Fensteröffnungen, einseitiges Krüppelwalmdach, Bock, Flügelkreuz mit Türenflügel erhalten, Wetterfahne, Mühlentechnik. | 09257023 |

## Etzoldshain
| Bild                                    | Bezeichnung | Lage                         | Datierung | Beschreibung | ID       |
| --------------------------------------- | --- | ---------------------------- | --- | --- | -------- |
| Direkt Bild zu diesem Denkmal hochladen | Ehemaliges Armenhaus | Ballendorfer Weg 3 (Karte)   | 1883 | Eingeschossiger Putzbau, sozialgeschichtliche Bedeutung. Eingeschossig, massiv, verputzt, Satteldach, nicht sachgerecht erneuert. | 09257392 |
| Weitere Bilder                          | Wohnhaus | Hintere Dorfstraße 1 (Karte) | Bezeichnet mit 1900                                                                                              | Gründerzeitlicher Klinkerbau, als städtisch geprägtes Gebäude in späthistoristischen Formen ortsentwicklungs- und baugeschichtlich interessant. Zweigeschossiger Klinkerbau über Porphyrtuffsockel, durchgegliederter Baukörper mit Krüppelwalmdächern, Fenstergewände zum Teil in Sandstein. | 08972170 |
| Weitere Bilder                          | Vierseithof mit westlichem Wohnstallhaus, südlichem Auszugshaus, östlichem Seitengebäude und Hofpflasterung             | Hintere Dorfstraße 3 (Karte) | Bezeichnet mit 1832                                                                                              | Ortsbildprägende Fachwerkbauten, Wohnstallhaus mit mehreren Segmentbogenportalen, Zeugnis bäuerlicher Arbeits- und Lebensweise vergangener Zeit in beeindruckendem Erhaltungszustand, bau- und ortsgeschichtlich von Bedeutung. - Wohnstallhaus: zweigeschossig, Erdgeschoss in Bruchstein, Obergeschoss Fachwerk, Krüppelwalmdach mit weitem Traufüberstand, Türgewände in Porphyrtuff mit Schlussstein, bezeichnet mit „GH 1832“, Fenstergewände zum Teil ebenfalls in Porphyrtuff - Auszugshaus: zweigeschossig, Erdgeschoss massiv in Bruchstein, Obergeschoss Fachwerk, Krüppelwalmdach, Türgewände in Porphyrtuff mit Schlussstein, Fenstergewände zum Teil ebenfalls in Porphyrtuff, schöne zweigeteilte Haustür, im Inneren auch alte Ausstattungsteile - Stallgebäude: zweigeschossig, Erdgeschoss massiv in Bruchstein, Obergeschoss Fachwerk mit Lehmausstakung, Krüppelwalmdach | 08972169 |
| Weitere Bilder                          | St. Martinskirche mit Ausstattung, Kirchhof mit Einfriedungsmauer und Denkmal für die Gefallenen des Ersten Weltkrieges | Landstraße (Karte)           | 13. Jahrhundert (Kirche und großes Kruzifix); um 1520 (Altar); 17. Jahrhundert (Abendmahlsgemälde); 1681 (Taufe) | Romanische Saalkirche mit eingezogenem Chor und kräftigem Dachreiter, baugeschichtlich, ortsgeschichtlich und ortsbildprägend von Bedeutung. - Kirche: romanische Saalkirche mit Dachreiter von 1801, Bruchstein, verputzt - ummauerter Kirchhof als Umgebung einer romanischen Saalkirche (Ursprünge im 13. Jahrhundert) - Einfriedung: Umlaufend Bruchsteinmauer, teilweise verputzt, Abdeckung ebenfalls verputzt. Teilweise angrenzende Gebäude in Mauer integriert. Hauptportal von Süden (verputzte Pylone, Abdeckplatten aus Rochlitzer Porphyr, Stahlstabtor). Seitenausgang nach Norden mit Blick in die freie Landschaft. - Rasenfläche mit Bodenbewegung (von Nord nach Süd sanft abfallend, leichte Mulden und Hügel) - Vegetation: Großbaumbestand, überwiegend Birken - Nebengebäude (Leichenhalle bzw. Gerätehaus) an der Ostseite. Konzentration der Grabstellen an der Nordwest- und Westseite sowie an der westlichen Friedhofsmauer. - Zugangsweg zwischen Hauptportal und Kirche mit Granit-Kleinsteinpflaster (rötlich), Weg zwischen Kirche und Nebengebäude mit wassergeb. Decke (rötlich) befestigt - Denkmal für die Gefallenen des Ersten Weltkrieges: quaderförmig, Sandstein | 09259706 |
|                                         | Gasthof „Kastanienhof“ in einem Dreiseithof mit ehemaligem Wohnstallhaus, Seitengebäude und Scheune                     | Landstraße 19 (Karte)        | Vermutlich bezeichnet mit 1805, später überformt (Gasthof); bezeichnet mit 1805 (Auszugshaus)                    | Putzbauten, Drempel und Giebel der Gebäude in Zierfachwerk, als einer der größten Höfe des Dorfes ortsgeschichtlich bedeutsam und ortsbildprägend, baugeschichtlich interessant. - Wohnstallhaus: zweigeschossiger, giebelständiger Putzbau, Krüppelwalmdach, zum Hof großes Dachhaus, Giebel und Traufbereich mit reichem Blendfachwerk, Giebel mit Fensterläden - Seitengebäude (Stall mit Ausgedinge): zweigeschossig, in Bruchstein, verputzt, mit Krüppelwalmdach, flachbogiges Porphyrtuffportal mit Schlussstein, wohl bezeichnet mit 1805, heutiges Erscheinungsbild durch jüngere Überformung geprägt, am Giebel und im Traufbereich Blendfachwerk - Scheune: ursprünglich zweitorig, Satteldach, unterer Teil massiv, oberer Bereich mit Fachwerk, stallseitig erhöhter Teil mit Krüppelwalmdach Hofanlage mit Auflagen des Denkmalschutzes saniert. | 09259385 |
| Weitere Bilder                          | Spritzenhaus | Landstraße 22 (bei) (Karte)  | Mitte 19. Jahrhundert                                                                                            | Ortsgeschichtliche Bedeutung. Massiv in Bruchstein und Ziegel, verputzt, Giebel in Fachwerk, Krüppelwalmdach. | 08970451 |

## Glasten
| Bild                                    | Bezeichnung | Lage                          | Datierung | Beschreibung | ID       |
| --------------------------------------- | --- | ----------------------------- | --- | --- | -------- |
|                                         | Wohnhaus, Seitengebäude und Taubenturm eines Bauernhofes | Große Seite 25 (Karte)        | Bezeichnet mit 1786                                                                                                  | Wohnhaus Obergeschoss Fachwerk verputzt, einer der ältesten Höfe des Dorfes mit bemerkenswerter Originalsubstanz und seltenem Taubenhaus, heimat- und baugeschichtlichvon Bedeutung. - Wohnhaus: zweigeschossig, Erdgeschoss massiv, Fenstergewände in Porphyrtuff, Obergeschoss Fachwerk, insgesamt verputzt, Krüppelwalmdach, innen im Erdgeschoss profilierter Unterzugbalken in Wohnstube, vermutlich Balkendecke im Erdgeschoss, Vorratskammern mit Tonnengewölbe, im Obergeschoss Stuckdecke und barocke historische Tür - Stallscheune: zweigeschossig, verputzter Massivbau, Obergeschoss zum Teil Fachwerk (verputzt), Satteldach, Fenster- und Türgewände größtenteils in Porphyrtuff, hofseitig drei Eingangsportale mit Oberlicht aus Porphyr, im Inneren vermauertes Portal mit Schlussstein (bezeichnet mit „1786 A. B.“), Kuhstall dreischiffig gewölbt mit Porphyrtuffsäulen auf achteckigem Sockel, Tordurchfahrt, rückseitig rundbogiges Porphyrportal - Taubenturm: auf oktogonalem Grundriss, Sockel massiv, darüber sichtbares Fachwerk, Mansardzeltdach | 08972033 |
| Direkt Bild zu diesem Denkmal hochladen | Häusleranwesen | Große Seite 36 (Karte)        | Um 1800 | Typisches Häusleranwesen, Wohnstallhaus mit integriertem Scheunenteil, sozialgeschichtliches Zeugnis für die Wohn- und Lebensweise der Häusler. Zweigeschossig, verputzter Massivbau, abgeschlepptes Satteldach, schön gestaltete originale Eingangstür um 1900, Kunststeinfenstergewände bzw. Fensterbänke einer Erneuerung um 1900, hofseitig originale Schiebefenster im Obergeschoss und Fenstergewände mit Holzrahmung, hofseitig weiter Dachüberstand, anschließende kleine Scheune mit Tordurchfahrt, zum Anwesen profilierte Eingangspfosten aus Kunststein (um 1900). | 08972012 |
| Direkt Bild zu diesem Denkmal hochladen | Kelleranlage | Parthenstraße (Karte)         | 19. Jahrhundert | Ortshistorisch bedeutender Bergkeller nahe der Kirche. Aus Bruchstein gemauerte Kelleranlage mit Tonnendach, zur Straße zwei rundbogige Eingänge mit Bogenquaderung, ein Türgewände aus Porphyrtuff, ursprünglich genutzt vom Bauernhof Parthenstraße 31. | 08972074 |
| Weitere Bilder                          | Kirche mit Ausstattung, Kirchhof mit Einfriedungsmauer und Leichenhalle sowie verschiedene an der Kirche und der Leichenhalle eingelassene Barockgrabsteine und das Denkmal für die Gefallenen des Ersten Weltkrieges am Kirchhof | Parthenstraße (Karte)         | 13. Jahrhundert, später überformt (Kirche); 16. Jahrhundert (Empore); um 1700 (Retabel); 1902 (Orgel und Altarblatt) | Im Kern romanische Chorturmkirche, baugeschichtlich, ortsgeschichtlich und ortsbildprägend von Bedeutung. - Kirche: romanische Chorturmkirche, Saal mit neuerem Vorbau (1902), verputzter Bruchsteinbau, Satteldach, Turm mit gekuppelten Fenstern, am westlichen Eingangshalle acht Barockgrabplatten eingelassen, überwiegend Porphyrtuff, zwei in Sandstein, betreffen hauptsächlich Förster und ihre Angehörigen, ein Grabstein für den Pferdner Hanns Canzler († 1784) (siehe hierzu Beschreibende Bau- und Kunstdenkmäler des Königreichs Sachsen, Amtshauptmannschaft Grimma, Dresden 1897, S. 76) - Kapelle, Leichenhalle: verputzter Massivbau, eingeschossig, Krüppelwalmdach mit eingeschnittenem Rundbogenfenster, große Tür mit Oberlicht, an einer Wandkante zwei barocke Grabsteine (Porphyrtuff) eingelassen - Einfriedung: zur Straße Bruchsteinsockel, Porphyrtuffsäulen mit Ziereisengitter, sonst Bruchsteinmauer - Kriegerdenkmal: obeliskenartige Gestaltung aus Kunststein, eingelassenes Relief, Inschrift, bekrönendes Eisernes Kreuz in Stein       | 08972015 |
|                                         | Auszugshaus, weiteres Seitengebäude, Torpfeiler (mit Reliefplatten) und Pforte in der Hofeinfriedung eines Bauernhofes | Parthenstraße 31 (Karte)      | Bezeichnet mit 1798 (Seitengebäude); um 1800, später überformt (Scheune); bezeichnet mit 1800 (Toreinfahrt)          | Auszugshaus mit Fachwerk-Obergeschoss und Segmentbogenportal, massive Stallscheune mit verbrettertem Drempel, zwei Reliefplatten am Tor mit Pferdedarstellungen, alte Hofanlage von baugeschichtlicher Bedeutung unterhalb der Kirche, ortsbildprägend. - Ausgedingehaus, Seitengebäude: zweigeschossig, Krüppelwalmdach, Erdgeschoss massiv, Fenster- und Türgewände größtenteils Porphyrtuff, Türgewände im Hof mit Schlussstein und Jahreszahl, Obergeschoss Fachwerk, profiliertes hölzernes Traufgesims, ein Giebel verschiefert - Scheune: eingeschossig, Krüppelwalmdach, größtenteils Porphyrtuffgewände an Öffnungen, Massivbau in Bruchstein verputzt, mit Drempel aus Lehmsteinen bzw. verbrettert - Torpfeiler mit zwei Reliefplatten (Pferde, eine bezeichnet mit 1800) | 08972227 |
| Weitere Bilder                          | Ehemaliges Forsthaus und separate Kelleranlage | Schönbacher Straße 1 (Karte)  | Ende 18. Jahrhundert                                                                                                 | Wohnstallhaus, mächtiger Putzbau mit Mansarddach, landschaftsprägendes Gebäude von sozial- und ortsgeschichtlicher Bedeutung, eines der ältesten Gebäude im Dorf. Zweigeschossig, mächtiges Mansarddach mit Fledermausgauben, verputzter Massivbau, Fenster- und Türgewände im Erd- und Obergeschoss größtenteils in Porphyrtuff. | 08972225 |
| Direkt Bild zu diesem Denkmal hochladen | Ehemaliges Forsthaus (heute Wohnhaus), Scheune, Garten und Einfriedungsmauer mit Toranlage zum Grundstück | Schönbacher Straße 34 (Karte) | Mitte 19. Jahrhundert (Scheune); um 1890 (Forsthaus)                                                                 | Wohnhaus im Schweizerhausstil, aufwändig gestaltetes, weitgehend original erhaltenesForsthaus der zweiten Hälfte des 19. Jahrhunderts, von ortsgeschichtlicher Bedeutung. - Wohnhaus: zweigeschossig, Satteldach mit Hängegiebel, weiter Dachüberstand, Bruchsteinmauersockel (Kellerfenstergewände und Eckquaderung aus Porphyrtuff), verputzter Massivbau, Erdgeschossfenster mit Porphyrtuffgewänden, an hofseitiger Giebelseite aufwändiges Portal mit Stufen und Verdachung in Porphyrtuff, Geschossgesims aus Porphyrtuff, Obergeschossfenstergewände aus Porphyrtuff (an den Giebeln zusätzlich mit Verdachung), in beiden Giebeln Fenster mit aufwändigen Umrahmungen in Porphyrtuff, Originalputz, Originaltor (Oberlicht mit Ziergitter), zum Teil Originalfenster (auch mit Winterfenstern), Eingangstor mit Torpfosten in Porphyrtuff, Bruchsteinmauer als Einfriedung - Stallscheune: eingeschossig, verputzter Massivbau, Satteldach mit Fledermausgauben, große Holztore, Tür- und Fenstergewände in Porphyrtuff, im Inneren zum Teil Gewölbe                  | 08972226 |
| Weitere Bilder                          | Eisenbahnbrücke | Steinbruchweg (Karte)         | 1920–1937 | Bahnstrecke Borna–Großbothen (Querbahn), Kilometer 23,45, technik- und verkehrsgeschichtlich von Bedeutung. Einbogig, rundbogige Öffnung aus Beton, seitliche Stützen aus Polygonalmauerwerk (Bruchstein). | 08972066 |

## Kleinbeucha
| Bild           | Bezeichnung                                                     | Lage                    | Datierung             | Beschreibung | ID       |
| -------------- | --------------------------------------------------------------- | ----------------------- | --------------------- | --- | -------- |
| Weitere Bilder | Grabanlage am Feldrand, oberhalb des Steinbruches (Tatarengrab) | (Flurstück 402) (Karte) | Mitte 19. Jahrhundert | Historische Bedeutung, Zeugnis der Völkerschlacht bei Leipzig. Ovales Grabfeld von Bruchsteinen eingefasst, zwei verwitterte Grabplatten, vermutlich 19. Jahrhundert, in der Mitte der Anlage jüngerer Grabstein mit Inschrift „Der Wachtchef Jussuf der Sohn des Mustapha erlag in Beucha seinen in der Völkerschlacht bei Leipzig 1813 empfangenen Verwundungen und wurde hier bestattet.“, Grabmal von Linden umgeben. | 08972249 |

## Lauterbach
| Bild                                    | Bezeichnung | Lage                                                                            | Datierung                                                                         | Beschreibung | ID       |
| --------------------------------------- | --- | ------------------------------------------------------------------------------- | --------------------------------------------------------------------------------- | --- | -------- |
| Weitere Bilder                          | Kilometerstein | (Flurstück 386) (Karte)                                                         | 2. Hälfte 19. Jahrhundert                                                         | Verkehrsgeschichtlich von Bedeutung | 09259843 |
| Weitere Bilder                          | Historischer Rastplatz | (Flurstück 386/1, Landstraße zwischen Lauterbach und Bad Lausick, B 49) (Karte) | 19. Jahrhundert                                                                   | Von verkehrsgeschichtlicher und landschaftsgestaltender Bedeutung. Beidseitiger Erdwall an einer Straßenverbreiterung mit Sandsteinblöcken und Lindenbepflanzung. | 08972204 |
| Direkt Bild zu diesem Denkmal hochladen | Meilenstein | Bad Lausicker Straße (Ecke Bahnstraße) (Karte)                                  | 1. Hälfte 19. Jahrhundert                                                         | Königlich-Sächsischer Meilenstein, zum Kilometerstein umgearbeiteter Stationsstein aus Sandstein, mit Resten von Kilometerangaben, verkehrsgeschichtlich von Bedeutung. Stark verwittert, ohne Krone. | 08972203 |
| Weitere Bilder                          | Meilenstein | Bad Lausicker Straße (Ecke Bahnstraße) (Karte)                                  | 2. Hälfte 19. Jahrhundert                                                         | Königlich-Sächsischer Meilenstein, Stationsstein, verkehrsgeschichtlich von Bedeutung. Sandstein-Stele auf niedrigem Sockel mit halbkreisförmigem Abschluss. | 08972196 |
| Direkt Bild zu diesem Denkmal hochladen | Wohnstallhaus und Seitengebäude eines ehemaligen Vierseithofes                                                                   | Bad Lausicker Straße 11 (Karte)                                                 | Mitte 19. Jahrhundert                                                             | Wohnstallhaus massiv mit Drillingsfenster im Giebel, Seitengebäude mit seltener Kumthalle, Zeugnis der dörflichen Bau- und Lebensweise vergangener Zeit, baugeschichtlich von Bedeutung. - Wohnstallhaus: massiv aus Bruchstein, zweigeschossig, Krüppelwalmdach, Drillingsfenster im Giebel, Öffnungen zum Teil mit Porphyrtuffgewänden - Pferdestall: Bruchstein- und Ziegelmauerwerk, Satteldach, Kumthalle aufwändig mit ehemals dreibogiger Arkade und Porphyrtuffsäulen, Öffnungen zum Teil mit Porphyrtuffgewänden | 08972198 |
| Weitere Bilder                          | Meilenstein | Grimmaer Straße (vor Nr. 15) (Karte)                                            | 2. Hälfte 19. Jahrhundert                                                         | Königlich-Sächsischer Meilenstein, verkehrsgeschichtlich von Bedeutung. Halbmeilenstein, Sandstein, ohne Beschriftung. | 08972140 |
|                                         | Spritzenhaus | Hauptstraße (Karte)                                                             | Ende 19. Jahrhundert                                                              | Ortsgeschichtliche Bedeutung. Eingeschossiger Putzbau mit Satteldach, originales Holztor. | 08972193 |
| Weitere Bilder                          | Kirche mit Ausstattung, Kirchhof mit Kirchhofmauer und Kriegerdenkmal für die Gefallenen des Ersten Weltkrieges auf dem Kirchhof | Hauptstraße (Karte)                                                             | 12. Jahrhundert (Kirche); um 1510 (Altar); 1863 (Orgel); um 1920 (Kriegerdenkmal) | Im Kern romanische Chorturmkirche, durch barocken Umbau geprägt, markanter Turm mit Welscher Haube, baugeschichtlich, ortsgeschichtlich und ortsbildprägend von Bedeutung. Maria-Magdalenen-Kirche, romanische Saalkirche mit Chor und Apsis, Saal und Chorturm vom barocken Umbau 1702, Innenraum von 1829, verputzter Bruchsteinbau, achtseitiger Turmaufsatz des Chores mit Welscher Haube. | 08972195 |
| Direkt Bild zu diesem Denkmal hochladen | Wohnstallhaus (mit Anbau) eines Vierseithofes                                                                                    | Hauptstraße 3 (Karte)                                                           | Mitte 19. Jahrhundert                                                             | Obergeschoss wohl größtenteils Fachwerk, Zeugnis der dörflichen Bau- und Lebensweise vergangener Zeit, ortsbildprägende Nähe zur Kirche, baugeschichtlich von Bedeutung. - Wohnstallhaus: zweigeschossiger Putzbau, Erdgeschoss massiv Bruchstein, Obergeschoss wohl größtenteils Fachwerk, Giebel verbrettert - außenseitiger Anbau: eingeschossig, Bruchsteinmauerwerk mit Porphyrtuffgewänden | 08972194 |
| Weitere Bilder                          | Ehemaliges Herrenhaus (mit Anbauten) des Rittergutes und Toreinfahrt zum Gutsgelände                                             | Hauptstraße 9 (Karte)                                                           | Mitte 19. Jahrhundert                                                             | Schlichter Putzbau mit Walmdach, stattlichster Bau des Dorfes von ortsgeschichtlicher Bedeutung. - Herrenhaus: dreigeschossiger Putzbau mit Walmdach, symmetrische Gliederung, profilierte Türgewände aus Porphyrtuff, Fenstergewände zum Teil aus Porphyrtuff, im Drempelbereich halbkreisförmige Fenster, hölzerner Traufkasten, gesamter Bau unsachgemäß überformt - Torpfeiler: aus verputztem Ziegelmauerwerk mit aufliegender Steinkugel                                                                            | 08972201 |
|                                         | Armenhaus | Hauptstraße 13 (Karte)                                                          | Mitte 19. Jahrhundert                                                             | Eingeschossiger Putzbau, von orts- und sozialgeschichtlicher Bedeutung. Eingeschossig, Satteldach, Putzbau, verbretterter Giebel, Fenster vergrößert. | 09259842 |
| Direkt Bild zu diesem Denkmal hochladen | Wohnstallhaus eines Häusleranwesens                                                                                              | Mittelweg 2 (Karte)                                                             | Um 1800                                                                           | Obergeschoss Fachwerk verkleidet, gut gegliedertes typisches Häusleranwesen, als eines der ältesten Häuser des Dorfes von bau- und ortsgeschichtlicher Bedeutung. Zweigeschossig, Erdgeschoss massiv, Obergeschoss in Fachwerk insgesamt verputzt, zum Teil Fenstergewände aus Porphyrtuff, Satteldach, ein Giebel verbrettert, zum Teil originale Fenster. | 08972200 |
|                                         | Bahnwärterhaus mit Nebengebäude                                                                                                  | Waldweg 1 (Karte)                                                               | Um 1875                                                                           | Lage: an der Bahnstrecke Leipzig–Bad Lausick, verkehrsgeschichtlich wichtiges Zeugnis in gutem Originalzustand. - Bahnwärterhäuschen: eingeschossig, Massivbau mit originalem Putz, Drempel, Satteldach, Tür- und Fenstergewände zum Teil aus Sandstein originale Fenster und Tür - Seitengebäude: eingeschossig, Satteldach | 08972199 |

## Steinbach
| Bild                                    | Bezeichnung | Lage                                          | Datierung | Beschreibung | ID       |
| --------------------------------------- | --- | --------------------------------------------- | --- | --- | -------- |
| Direkt Bild zu diesem Denkmal hochladen | Gasthaus (Gasthof Hermann Garten) | Beuchaer Straße 1 (Karte)                     | Um 1890 | Im Ort einziges Gebäude im Stil des gründerzeitlichen Historismus, von ortsgeschichtlicher Bedeutung, ortsbildprägend am Dorfteich. Zweigeschossig, verputzter Massivbau, Sockel Polygonalmauerwerk aus Bruchstein, Fassade reiche Putzgliederung, Erdgeschoss genutet, profilierte Fenster- und Türumrahmung, besonders gestaltete Brüstungsfelder, profiliertes Geschossgesims, Obergeschoss glatt geputzt, Fenster mit profilierter Umrahmung, Brüstungsgesims, Fensterverdachung, einfach profiliertes Traufgesims, aufgeputzte Eckquaderung, Zwerchhaus mit Putzgliederung und Fenster mit profilierter Umrahmung, Satteldach mit Zwerchhaus, originale Haustür, wahrscheinlich originale Fenster, originales Treppenhaus. | 08972242 |
| Direkt Bild zu diesem Denkmal hochladen | Wohnstallhaus und Stallgebäude eines Vierseithofes                                                                                   | Beuchaer Straße 8 (Karte)                     | Bezeichnet mit 1766 | Fachwerkbauten, Wohnstallhaus mit Segmentbogenportal, Zeugnis bäuerlicher Lebens- und Wirtschaftsweise vergangener Zeiten, bau- und wirtschaftsgeschichtlich von Bedeutung. - Wohnstallhaus: zweigeschossig, bezeichnet mit 1766 (Schlussstein), Erdgeschoss massiv, steinerne Gewände, Obergeschoss Fachwerk (zum Teil verputzt), Krüppelwalmdach, Giebel verbrettert, zum Teil steinerne Gewände, originale Tür - Seitengebäude: eingeschossig, massiv (wahrscheinlich Lehm), Öffnungen zum Teil mit steinernem Gewände | 08972243 |
|                                         | Pfarrhaus mit Einfriedung | Kirchgasse 2 (Karte)                          | 1717 | Einfacher Putzbau, hohes Walmdach mit Fledermausgauben, von bau- und ortsgeschichtlicher Bedeutung. - Pfarrhaus: zweigeschossiges Wohnhaus, hohes Walmdach mit Fledermausgauben, verputzter Massivbau, Fenster- und Türgewände größtenteils Porphyrtuff (im Obergeschoss profiliert), Türgewände mit Schlussstein - Einfriedungsmauer: verputzter Bruchstein, mit vermauerten Grabsteinen | 08972240 |
| Weitere Bilder                          | Kirche mit Ausstattung, Kirchhof mit Einfriedung, Kriegerdenkmal für die Gefallenen des Ersten Weltkrieges und Grabmal an der Kirche | Kirchgasse 3 (Karte)                          | Im Kern um 1400 (Kirche); 1717 (Kirche); um 1920 (Kriegerdenkmal)                                                                                         | Saalbau mit dreiseitigem Chorschluss und Westturm, barocker Kirchenbau, im Kern älter, baugeschichtlich, ortsgeschichtlich und ortsbildprägend von Bedeutung. - Kirche: Saalbau mit dreiseitigem Schluss, querrechteckiger Westturm mit oktogonalem Abschluss und Haube mit Laterne, Putzbau mit Ecklisenengliederung, Rechteckfenster mit Putzgewände, Walmdach, Bruchsteinmauer des Kirchhofes - Grabmal Pagenstecher an der Kirche (gest. 1928 und gest. 1944) - Kriegerdenkmal: hölzerne Relieftafel mit Inschrift im Vorraum der Trauerhalle, ursprünglich wohl in der Kirche | 08972253 |
| Weitere Bilder                          | Postmeilensäule | Lauterbacher Straße (Karte)                   | 1981 (Kopie), Original bezeichnet mit 1722 | Kursächsische Postmeilensäulen (Sachgesamtheit), Kopie einer Halbmeilensäule, verkehrsgeschichtlich von Bedeutung. Reihennummer 6, mit der Inschrift am Schaft: Grimma 3 St/1722/Borna 2 St 1722/ No. 6. Die Säule wurde aus Porphyrtuff hergestellt. Die Säule wurde am Postkurs Grimma–Borna aufgestellt, woraus sich seine ortshistorische Bedeutung begründet. Vermutlich wurde die Säule vom Rochlitzer Steinmetz Sidel errichtet, der auch die Bornaer Säulen errichtete. 1974 wurde die Säule von Steinmetzmeister Franz (Leipzig) restauriert. 1981 wurde eine Kopie angefertigt und aufgestellt. | 08972250 |
| Weitere Bilder                          | Steinkreuz | Lauterbacher Straße (Ecke Kirchgasse) (Karte) | 15./16. Jahrhundert | Mord- und Sühnekreuz, von geschichtlicher Bedeutung. Konglomerat, H. 61 cm, B. 46 cm. | 08972239 |
| Weitere Bilder                          | Rittergut Steinbach (Sachgesamtheit)                                                                                                 | Lauterbacher Straße 2, 2b (Karte)             | Bezeichnet mit 1691 (Herrenhaus); bezeichnet mit 1715 (ehemals Torhaus, Einsturz); bezeichnet mit 1809 (Schlussstein)                                     | Sachgesamtheit Rittergut Steinbach b. Borna mit folgenden Einzeldenkmalen: Schloss (später Schule, Nr. 2), Verwalterhaus (Nr. 2b) und Gutspark und Wassergraben (08972251) und den Sachgesamtheitsteilen: Wirtschaftsgebäude (ruinös, ehemals mit Einzeldenkmal barocker Torturm, dieser 2006 eingestürzt); bemerkenswerte Barockanlage von bau-, garten-, kunst-, orts- und heimatgeschichtlicher sowie städtebaulicher (ortsbildprägender) Bedeutung. Garten- und kunsthistorisch bedeutende Barockanlage von heimat- und ortsgeschichtlicher, städtebaulicher (ortsbildprägender) Bedeutung, der Park mit Parterre, Teichen, Terrassenanlage und Querachse, landschaftliche Partien (waldartig) im weiteren Umfeld | 09302569 |
| Weitere Bilder                          | Schloss (später Schule, Nr. 2), Verwalterhaus (Nr. 2b) und Gutspark und Wassergraben (Einzeldenkmale der Sachgesamtheit 09302569)    | Lauterbacher Straße 2, 2b (Karte)             | Bezeichnet mit 1691, späterer Umbau (Schloss); 18. Jahrhundert (Gutspark); 1. Hälfte 19. Jahrhundert (Gutsverwalterhaus); 1901 (gartenseitige Freitreppe) | Einzeldenkmale der Sachgesamtheit Rittergut Steinbach; Schloss regionaltypisches barockes Herrenhaus, symmetrische Putzfassaden, auf Garten- und Hofseite Mittenbetonung durch Vorlage mit Pilastergliederung, Gartenseite mit geschwungener Treppenanlage, der Gutspark mit Parterre, Teichen, Terrassenanlage und Querachse sowie landschaftlichen Partien im weiteren Umfeld, bemerkenswerte Barockanlage von bau-, garten-, kunst-, orts- und heimatgeschichtlicher sowie städtebaulicher (ortsbildprägender) Bedeutung. - Schloss oder Herrenhaus: zweigeschossig, verputzter Massivbau mit 9:6 Achsen, Sockel genutet, Mansarddach mit Gauben, Lisenengliederung, Mittelrisalit an Hof- und Gartenfront mit ionischen Pilastern, Lisenengliederung, Mansardwalmdach mit Gauben, Freitreppen zu den Eingangsportalen, im Inneren einfache Stuckdecken, Freitreppen (19. Jahrhundert), Fensterverdachungen, Inschrift am gartenseitigen Treppenaufgang: Erbaut ward das Haus 1691/1891 kaufte es A. Pagenstecher [unleserlich], 1901, über dem hofseitigen Eingang das Wappen der Familie Pagenstecher mit Losung Per Aspera Ad Astra - Verwalterhaus: 1850, zweigeschossiger Putzbau über winkligem Grundriss, Sandstein- und Klinkergliederungen mit klassizistischen und historistischen Anklängen, Westseite mit Zwerchhaus | 08972251 |
| Direkt Bild zu diesem Denkmal hochladen | Wohnhaus, ehemalige Schule | Lauterbacher Straße 10 (Karte)                | Um 1800 | Schlichter Putzbau, von ortsgeschichtlicher Bedeutung, straßenbildprägende Lage nahe der Kirche. Zweigeschossig, verputzter Massivbau, Satteldach, Putzsockel, Fenster- und Türgewände aus Porphyrtuff, breites Gurtgesims in Porphyrtuff zwischen beiden Geschossen, grob profiliertes Traufgesims (Putz, Fenster und Tür um 1910/1940 erneuert). | 08972241 |
| Direkt Bild zu diesem Denkmal hochladen | Ehemaliges Mühlanwesen mit Wohnhaus, Wirtschaftsgebäude und Scheune                                                                  | Windmühlenweg 18 (Karte)                      | Anfang 19. Jahrhundert | Wohnhaus eingeschossiger Putzbau, verbretterte Fachwerkscheune, von ortsgeschichtlicher Bedeutung. - Wohnhaus: eingeschossiger Putzbau, Satteldach, zum Teil abgeschleppt, ältere Fenster und schöne Tür - Seitengebäude: eingeschossig, einseitig Krüppelwalmdach, verputzter Massivbau, ein Giebel in Fachwerk (eine Seite verbrettert) - verbretterte Fachwerkscheune | 08972244 |

## Stockheim
| Bild                                    | Bezeichnung | Lage                              | Datierung | Beschreibung | ID       |
| --------------------------------------- | --- | --------------------------------- | --- | --- | -------- |
| Weitere Bilder                          | Kirche mit Ausstattung, Leichenhalle/Spritzenhaus und Denkmal für die Gefallenen des Ersten Weltkrieges am Kirchhof | Stockheimer Straße (Karte)        | Bezeichnet mit 1712–1713, im Kern mittelalterlich (Kirche); 1. Hälfte 17. Jahrhundert (Taufe); 1. Hälfte 19. Jahrhundert (Kanzel); um 1900 (Altar); 1909 (Ausmalung) | Im Kern eine romanische Saalkirche, barock überformt, eingezogener Chor mit geradem Schluss, Dachreiter mit geschweifter Haube, baugeschichtlich, ortsgeschichtlich und ortsbildprägend von Bedeutung. - Kirche: vermutlich romanische Saalkirche, verputzter Bruchsteinbau, gerader Chorschluss, Dachreiter mit geschweifter Haube, neobarockes Eingangsportal, Segmentbogenfenster, Walmdach - Leichenhalle: eingeschossiger Putzbau mit Krüppelwalmdach bzw. Satteldach - Kriegerdenkmal: unregelmäßig behauener Gedenkstein mit Symbolen (Eisernes Kreuz, Stahlhelm, Eichenkranz) und eingelassener Inschriftplatte                                                                                         | 08972228 |
| Direkt Bild zu diesem Denkmal hochladen | Wohnstallhaus, Seitengebäude, Hofpflaster und Brunnen eines ehemaligen Vierseithofes                                | Stockheimer Straße 32 (Karte)     | Um 1770 (Wohnstallhaus); bezeichnet mit 1834 (Auszugshaus); bezeichnet mit 1830 oder 1850 (Hofbrunnen)                                                               | Zeugnisse bäuerlicher Bau- und Lebensweise vergangener Zeiten, Gebäude in eindrucksvoller Fachwerkbauweise, bau- und ortsgeschichtlich von Bedeutung. - Wohnstallhaus: zweigeschossig, Erdgeschoss massiv, Obergeschoss in Fachwerk, Fenstergewände zum Teil Porphyrtuff, Stall gewölbt, Stalltür mit Gewände und Verdachung, Krüppelwalmdach zum Garten abgeschleppt - Stall mit Ausgedinge: zweigeschossig, Erdgeschoss massiv, Giebel massiv erneuert und verputzt (Ziegelstein), Obergeschoss Fachwerk, zwei aufwändige Türgewände aus Porphyrtuff mit Schlussstein (bezeichnet mit 1834), alte Türen, im Obergeschoss ältere Fenster, Krüppelwalmdach - Brunnen: steinerne Brunneneinfassung mit Inschrift | 08972231 |
|                                         | Scheune, Seitengebäude (Torhaus) und Hofpflasterung eines Vierseithofes                                             | Stockheimer Straße 53, 55 (Karte) | Anfang 19. Jahrhundert (Scheune); bezeichnet mit 1832 (Torhaus) | Zeugnis bäuerlicher Lebens- und Wirtschaftsweise vergangener Zeiten, in Fachwerkbauweise mit seltenen historischen Details, bau- und ortsgeschichtlich von Bedeutung. - Scheune, bezeichnet mit 1832 (Schlussstein): verputzter Massivbau in Bruchstein und Lehmbau, Krüppelwalmdach, zwei Tordurchfahrten, hölzerne Fensterrahmungen, hofseitig Türen mit Holzgewände und hölzernen Schlusssteinen - Torstallhaus: zum Teil zweigeschossig, Erdgeschoss massiv (Bruchstein und Lehmmauern), Tür- und Fenstergewände aus Porphyrtuff, Obergeschoss in Fachwerk, im Obergeschoss ältere Fenster, ältere Tür im Hauptportal, dieses mit profiliertem Gewände und Schlussstein, Krüppelwalmdach                    | 08972229 |

## Thierbaum
| Bild                                    | Bezeichnung                                                                        | Lage                    | Datierung                                                                                      | Beschreibung | ID       |
| --------------------------------------- | ---------------------------------------------------------------------------------- | ----------------------- | ---------------------------------------------------------------------------------------------- | --- | -------- |
| Direkt Bild zu diesem Denkmal hochladen | Wegestein                                                                          | (Flurstück 355) (Karte) | 19. Jahrhundert                                                                                | Rochlitzer Porphyrtuff, von verkehrshistorischer Bedeutung. Natursteinsäule aus dem 19. Jahrhundert, ggf. ursprünglich vorhandene Inschriften nicht mehr erkennbar. Wegestein als Zeugnis der verkehrstechnischen Erschließung des ländlichen Raumes von verkehrsgeschichtlicher Bedeutung. | 08973889 |
| Direkt Bild zu diesem Denkmal hochladen | Zwei Wohnstallhäuser eines Bauernhofes                                             | Anbau 2 (Karte)         | Bezeichnet mit 1841                                                                            | Beide Gebäude Obergeschoss Fachwerk, landschaftsprägender Bauernhof, Zeugnis der Wohn- und Lebensweise der dörflichen Bevölkerung vergangener Zeiten, baugeschichtlich von Bedeutung. - Vorderes Wohnstallhaus: zweigeschossig, Erdgeschoss massiv, Tür- und Fenstergewände aus Porphyrtuff, gerader Türsturz mit Verdachung bezeichnet mit „J.G.J. 1841“, Obergeschoss in Fachwerk, Satteldach, späterer Anbau - hinteres Wohnstallhaus: vermutlich ehemaliges Ausgedinge, zweigeschossig, Erdgeschoss massiv, Porphyrtufftürgewände mit Schlussstein, Türsturz als Segmentbogen ausgeführt, Obergeschoss Fachwerk, ein Giebel Fachwerk, Satteldach, (hofseitiger neuerer Anbau an das Seitengebäude)          | 08972217 |
| Direkt Bild zu diesem Denkmal hochladen | Zwei Grenzsteine (umgesetzt in den Hof eines Bauernhofes)                          | Anbau 2 (bei) (Karte)   | Um 1800                                                                                        | Ortsgeschichtliche Bedeutung. Zwei Grenzsteine aus Porphyrtuff (vermutlich umgesetzte Steine), rundbogiger oberer Abschluss, an den Seiten jeweils gekreuzte Schwerter, ein Stein bezeichnet mit „209“. | 08972219 |
| Weitere Bilder                          | Kirche mit Ausstattung und Kirchhof                                                | Dorfstraße (Karte)      | 1807, im Kern älter (Kirche); wohl 1861 (Kanzelaltar); 1909 (Lesepult und Taufe); 1910 (Orgel) | Saalkirche mit eingezogenem, polygonalen Chor, wuchtiger Dachreiter, im Kern mittelalterlich, später überformt, baugeschichtlich, ortsgeschichtlich und ortsbildprägend von Bedeutung. Saalkirche, verputzter Bruchsteinbau, polygonaler Chorschluss, turmartiger Dachreiter mit barocker Haube, Rundbogenfenster, spätere Umbauten. | 09257096 |
| Direkt Bild zu diesem Denkmal hochladen | Seitengebäude (Auszugshaus) und Hofpflasterung mit Göpelbahn eines Dreiseithofes   | Dorfstraße 7 (Karte)    | Um 1700, später überformt                                                                      | Obergeschoss Fachwerk mit Thüringer-Leiter-Motiv und Kopfstreben, Fachwerk aufgrund des hohen Alters wichtige Bedeutung für Kulturlandschaft, Zeugnis der dörflichen Bau- und Lebensweise vergangener Zeit, baugeschichtlich von Bedeutung. Zweigeschossig, vorderer jüngerer Teil vollständig massiv in Bruchstein und Ziegel, Gewände in Porphyrtuff, Stallteil (um 1700) Erdgeschoss massiv, Obergeschoss Fachwerk mit aufgeblatteten Kopfbändern, im Inneren profilierte Brettdecke, Satteldach, rückwärtiger Giebel verbrettert. | 09257519 |
| Direkt Bild zu diesem Denkmal hochladen | Wohnstallhaus eines Vierseithofes                                                  | Dorfstraße 10 (Karte)   | Mitte 19. Jahrhundert                                                                          | Gründerzeitlicher Massivbau, im Giebel mit auffälligem Drillingsfenster, Zeugnis der dörflichen Bau- und Lebensweise im 19. Jahrhundert, wichtig für das Ortsbild, baugeschichtlich von Bedeutung. Zweigeschossig, massiv in Bruchstein, Satteldach, Gewände und Geschossgesims in Porphyrtuff, Giebel mit schönem Drillingsfenster, Putz erneuert. | 09256888 |
| Direkt Bild zu diesem Denkmal hochladen | Seitengebäude (Auszugshaus) und Scheune eines Vierseithofes                        | Dorfstraße 12 (Karte)   | Bezeichnet mit 1834                                                                            | Fachwerkbauten, Scheune ortsbildprägend, baugeschichtliche Bedeutung für die Kulturlandschaft. - Auszugshaus, bezeichnet mit 1834 (Türrahmen): zweigeschossig, Erdgeschoss Bruchstein, Obergeschoss Fachwerk, Krüppelwalmdach mit weitem Traufüberstand, ein Giebel verschiefert, Porphyrtuffgewände, Türrahmung bezeichnet mit „J.G.L. 1834“, Erdgeschoss durch Garageneinbauten verändert - Torscheune: teils Fachwerk, teils Bruchstein, Krüppelwalmdach, straßenseitig drei Tore | 09257107 |
| Direkt Bild zu diesem Denkmal hochladen | Wohnstallhaus und Seitengebäude (Auszugshaus) eines ehemaligen Dreiseithofes       | Dorfstraße 15 (Karte)   | Frühes 18. Jahrhundert (Wohnstallhaus); um 1900 (Auszugshaus)                                  | Zeugnis der dörflichen Bau- und Lebensweise vergangener Zeit, Wohnstallhaus mit altertümlicher Fachwerkkonstruktion (Thüringer-Leiter-Fachwerk, Kopfstreben, Schwelle mit Schiffskehlen), massives Auszugshaus mit Stall- und Scheunenteil, bau- und sozialgeschichtlich von Bedeutung. - Wohnstallhaus: Erdgeschoss massiv in Bruchstein und Lehmziegel, Obergeschoss Fachwerk mit Lehmausstakung, Satteldach, vorderer Giebel verschiefert, rückseitiger Giebel massiv, außenseitig abgeschleppter Anbau - Auszugshaus: zweigeschossig, massiv in Bruchstein und Ziegel, Satteldach mit Schieferdeckung, um 1900 überformt: Tür und Fenstergewände in Kunststein, schöne Haustür                              | 09257106 |
|                                         | Ehemalige Schmiede (mit Anbauten), Scheune, Einfriedung des Vorgartens und Brunnen | Dorfstraße 16 (Karte)   | Um 1840 (Schmiede); bezeichnet mit 1896 (Einfriedung)                                          | Schlichter Putzbau mit Krüppelwalmdach, schmiedeeiserne Einfriedung, ortsgeschichtliche Bedeutung, ortsbildprägende Lage nahe dem Kirchhof. - Schmiede: zweigeschossig, massiv, Tür und Fenstergewände in Porphyrtuff, Krüppelwalmdach, rückwärtig erweitert - jüngere Anbauten: Stall und Werkstatt - Scheune: massiv in Bruchstein und Ziegel, Satteldach - schmiedeeiserne Einfriedung (bezeichnet mit 1896) | 09257099 |
| Direkt Bild zu diesem Denkmal hochladen | Seitengebäude (Auszugshaus) eines Dreiseithofes                                    | Dorfstraße 17 (Karte)   | Um 1820                                                                                        | Fachwerkbau, landschaftstypisches Bauernhaus von baugeschichtlicher Bedeutung. Wohnstallhaus, Erdgeschoss massiv in Bruchstein und Ziegel, Obergeschoss Fachwerk mit Lehmausstakung, Krüppelwalmdach, vorderer Giebel verschiefert, rückwärtiger Giebel massiv in Lehmziegel, außenseitig abgeschleppter Anbau, Gewände zum Teil in Porphyrtuff, Pflasterung am Haus. | 09257104 |
| Direkt Bild zu diesem Denkmal hochladen | Auszugshaus und Scheune eines Dreiseithofes                                        | Dorfstraße 19 (Karte)   | Balken im Inneren bezeichnet mit 1611 (Scheune); um 1820 (Auszugshaus)                         | Fachwerkscheune aufgrund ihres Alters (bezeichnet mit 1611) von großer historischer Bedeutung für die Kulturlandschaft, Auszugshaus (Obergeschoss Fachwerk) dorfbildprägende Wirkung, baugeschichtlich von Bedeutung. - Auszugshaus: zweigeschossig, Erdgeschoss massiv in Lehm, Obergeschoss Fachwerk, Satteldach, Giebel verschiefert, Fenstergewände in Porphyrtuff, außenseitig abgeschleppter Anbau - Scheune: im Inneren Balken mit Inschrift „HANS BASTIAN ANNO 1611“, Fachwerk mit verblatteter Kreuzstrebe, alter Dachstuhl | 09257097 |
|                                         | Wohnstallhaus, Seitengebäude, Scheune und Toreinfahrt eines Dreiseithofs           | Dorfstraße 21 (Karte)   | 1713 (Wohnstallhaus); 19. Jahrhundert (Seitengebäude)                                          | Wohnstallhaus altertümlicher Fachwerkbau (Thüringer-Leiter-Fachwerk, Kopfstreben, Schwelle mit Schiffskehlen), Seitengebäude Obergeschoss Fachwerk, massive Scheune, baugeschichtlich und ortsgeschichtlich bedeutsames Anwesen in landschaftstypischer Bauweise. - Wohnstallhaus: zweigeschossig, Erdgeschoss massiv in Bruchstein und Porphyrtuff, Obergeschoss Fachwerk mit verzierten Schwellen und verblatteten Kopfbändern, Giebel verschiefert, Satteldach, im Inneren profilierte Brettdecke, ehem. Stallteil mit Porphyrtuffsäulen - Stall: zweigeschossig, Erdgeschoss massiv in Bruchstein, Obergeschoss größtenteils Fachwerk, Giebel massiv, Satteldach - Scheune: massiv in Bruchstein und Ziegel | 09257098 |
| Direkt Bild zu diesem Denkmal hochladen | Wohnstallhaus und Scheune eines Häusleranwesens                                    | Dorfstraße 23 (Karte)   | Um 1830                                                                                        | Wohnstallhaus Obergeschoss Fachwerk,sozialgeschichtliche und ortsbildprägende Bedeutung. - Wohnstallhaus: zweigeschossig, Erdgeschoss massiv, Obergeschoss in Fachwerk, Satteldach, Haustür mit profiliertem Gewände - Scheune: Bruchstein und Ziegel, verputzt, Satteldach | 09257095 |
| Direkt Bild zu diesem Denkmal hochladen | Häuslerhaus                                                                        | Wiesenweg 1 (Karte)     | Ende 18. Jahrhundert, jüngere Veränderungen                                                    | Obergeschoss Fachwerk, ortsbildprägende Lage am Dorfteich, sozialgeschichtliche Bedeutung. Zweigeschossig, Satteldach mit Anbau unter Schleppdach, Erdgeschoss massiv (Fenster und Türen erneuert), Obergeschoss zum Teil in Fachwerk (eine Traufseite in Sichtfachwerk), Giebelseiten massiv und verputzt, Fachwerk mit weitstehenden Ständern, ältere Fenster im Fachwerkobergeschoss, jüngere Veränderung in den Giebeln und im Erdgeschoss in den 1960/70er Jahre. | 08972215 |

## Ehemalige Denkmäler

### Ehemaliges Denkmal (Beucha)
| Bild                                    | Bezeichnung                       | Lage                        | Datierung             | Beschreibung | ID       |
| --------------------------------------- | --------------------------------- | --------------------------- | --------------------- | --- | -------- |
| Direkt Bild zu diesem Denkmal hochladen | Wohnstallhaus eines Dreiseithofes | Flößberger Straße 4 (Karte) | Mitte 19. Jahrhundert | Straßenbild prägender Hof in Kirchennähe in Fachwerkbauweise,baugeschichtlich von Bedeutung. Zweigeschossig, Erdgeschoss massiv, Obergeschoss Fachwerk, insgesamt verputzt, Giebel verbrettert und verschiefert, Satteldach einseitig abgeschleppt, Fenstergewände zum Teil in Sandstein, ältere Fenster, Gebäude im schlechten Zustand. Zwischen 2015 und 2017 abgerissen. | 08972352 |

### Ehemaliges Denkmal (Ebersbach)
| Bild                                    | Bezeichnung                                         | Lage                   | Datierung                                                            | Beschreibung | ID       |
| --------------------------------------- | --------------------------------------------------- | ---------------------- | -------------------------------------------------------------------- | --- | -------- |
| Direkt Bild zu diesem Denkmal hochladen | Dreiseithof mit Wohnhaus, Seitengebäude und Scheune | Schäfergasse 8 (Karte) | 18. Jahrhundert (Bauernhaus); frühes 19. Jahrhundert (Seitengebäude) | Wohnhaus Obergeschoss Fachwerk, Seitengebäude und Scheune massiv in Bruchstein, als eines der ältesten und in beeindruckendem Originalzustand erhaltenes Anwesen des Dorfes von wichtiger bau- und ortsgeschichtlicher Bedeutung. - Wohnhaus: zweigeschossig, Erdgeschoss massiv in Ziegel und Bruchstein, Obergeschoss Fachwerk, straßenseitiger Giebel weitgehend in Ziegel erneuert, profiliertes Traufgesims, Satteldach mit bemerkenswertem Dachstuhl, im Inneren zwei Brettdecken mit Fischgrätenmuster, außenseitig abgeschleppter Anbau - Stall: zweigeschossig, massiv in Bruchstein, Gewände und Eckquaderung in Porphyrtuff, Satteldach, überwölbter Stallteil mit Mittelsäule in Porphyrtuff - Stallscheune: massiv in Bruchstein, Giebel in Ziegel, Stalltürgewände in Porphyrtuff, Krüppelwalmdach, alte Tore 2018 abgerissen. | 08972212 |

### Ehemaliges Denkmal (Stockheim)
| Bild                                    | Bezeichnung                                                                          | Lage                              | Datierung             | Beschreibung | ID       |
| --------------------------------------- | ------------------------------------------------------------------------------------ | --------------------------------- | --------------------- | --- | -------- |
| Direkt Bild zu diesem Denkmal hochladen | Wohnstallhaus sowie Einfriedungsmauer mit Toreinfahrt und Pforte eines Dreiseithofes | Stockheimer Straße 37, 39 (Karte) | Mitte 19. Jahrhundert | Obergeschoss Fachwerk, Zeugnis bäuerlicher Bau- und Lebensweise vergangener Zeiten, bau- und ortsgeschichtlich von Bedeutung. Zweigeschossig, Erdgeschoss massiv mit Stall, ältere Eingangstür, Obergeschoss Fachwerk, Satteldach, zum Teil ältere Fenster, im Obergeschoss möglicherweise Originalfenster. Zwischen 2009 und 2013 abgerissen und durch einen Neubau ersetzt. | 08972230 |

## Tabellenlegende
- Bild: Bild des Kulturdenkmals, ggf. zusätzlich mit einem Link zu weiteren Fotos des Kulturdenkmals im Medienarchiv Wikimedia Commons. Wenn man auf das Kamerasymbol klickt, können Fotos zu Kulturdenkmalen aus dieser Liste hochgeladen werden:
- Bezeichnung: Denkmalgeschützte Objekte und ggf. Bauwerksname des Kulturdenkmals
- Lage: Straßenname und Hausnummer oder Flurstücknummer des Kulturdenkmals. Die Grundsortierung der Liste erfolgt nach dieser Adresse. Der Link (Karte) führt zu verschiedenen Kartendiensten mit der Position des Kulturdenkmals. Fehlt dieser Link, wurden die Koordinaten noch nicht eingetragen. Sind diese bekannt, können sie über ein Tool mit einer Kartenansicht einfach nachgetragen werden. In dieser Kartenansicht sind Kulturdenkmale ohne Koordinaten mit einem roten bzw. orangen Marker dargestellt und können durch Verschieben auf die richtige Position in der Karte mit Koordinaten versehen werden. Kulturdenkmale ohne Bild sind an einem blauen bzw. roten Marker erkennbar.
- Datierung: Baubeginn, Fertigstellung, Datum der Erstnennung oder grobe zeitliche Einordnung entsprechend des Eintrags in der sächsischen Denkmaldatenbank
- Beschreibung: Kurzcharakteristik des Kulturdenkmals entsprechend des Eintrags in der sächsischen Denkmaldatenbank, ggf. ergänzt durch die dort nur selten veröffentlichten Erfassungstexte oder zusätzliche Informationen
- ID: Vom Landesamt für Denkmalpflege Sachsen vergebene, das Kulturdenkmal eindeutig identifizierende Objekt-Nummer. Der Link führt zum PDF-Denkmaldokument des Landesamtes für Denkmalpflege Sachsen. Bei ehemaligen Kulturdenkmalen können die Objektnummern unbekannt sein und deshalb fehlen bzw. die Links von aus der Datenbank entfernten Objektnummern ins Leere führen. Ein ggf. vorhandenes Icon  führt zu den Angaben des Kulturdenkmals bei Wikidata.

## Ausführliche Denkmaltexte
1. ↑  HJ-Heim (Turnerstraße 1a):

Am 9. September 1935 reichte der ortsansässige Maurermeister Karl Pfeiffer ein Baugesuch zur Errichtung eines Heimes für die HJ und die NS-Volkswohlfahrt, Ortsgruppe Bad Lausick, ein. Der vorgesehene Bauplatz an der Promenadenstraße gehörte der Gemeinde und sollte der NSDAP oder der HJ unentgeltlich zur Verfügung gestellt werden. 1938 teilte der Bürgermeister der Baugenehmigungsbehörde bei der Amtshauptmannschaft Borna mit, dass das Projekt des Maurermeisters Pfeiffers nicht zur Ausführung kommt. Stattdessen reichte am 7. Juni des Jahres der Leipziger Architekt Walter Lucas ein Baugenehmigungsgesuch mit einem neuen Projekt ein; als Bauherr unterschrieb der Bürgermeister der Stadt Bad Lausick die Baupläne. Der Führer des HJ-Banns Borna (213), Erich Lößer, bemühte sich um eine Beschleunigung des Genehmigungsverfahrens, da für die vorgesehenen Gemeinschaftsarbeiten möglichst die Sommerferien genutzt werden sollten (Ausschachtung). Es kam allerdings zu Verzögerungen und die Ausschachtungen fanden offenbar erst im Herbst statt. Die Bauausführung wurde Maurermeister Karl Pfeiffer übertragen, Architekt Lucas hatte die Bauleitung inne. Der avisierte Einweihungstermin am 20. April 1939 konnte wahrscheinlich nicht eingehalten werden. Engpässe in der Materialbeschaffung und der Beginn des Zweiten Weltkrieges verzögerten den Baufortschritt. Erst im Juli 1941 erfolgten die Schlussabnahme und die Genehmigung zur Ingebrauchnahme des Gebäudes.

Wie üblich für die Architektur der NS-Zeit ist das freistehende, breitgelagerte Gebäude in traditionellen Bauformen gehalten. Dazu gehören die Ausführung als Putzbau über Natursteinsockel, die symmetrische Fassadengliederung, die Natursteinrahmung des Haupteingangs mit Schlussstein und das hohe Walmdach. Für die Dachraumnutzung ist das Dach an allen Seiten mit Gaupen geöffnet. Der Formensprache der 1930/1940er Jahre entspricht auch der grob strukturierte Putz. Die Erschließung des Gebäudes erfolgt über die in der Mitte gelegene Halle. Im Erdgeschoss gruppieren sich um diese Halle die vier „Scharräume“, ergänzt durch ein Dienst- und ein Ablagezimmer. Über die seitlich in der Halle angeordnete, schmale Treppe sind sowohl das Keller- als auch das Dachgeschoss zu erreichen. Im Kellergeschoss waren die Sanitärräume und Heißwasserzubereitung untergebracht, zudem gab es hier einen Luftschutz-, einen Werk- und einen Fahrradraum. Im Dachgeschoss lagen die Schlafräume und ein weiteres Dienstzimmer. Vor dem deutlich von der Straße eingerückten Bau sah das Projekt einen vertieften Aufmarschplatz mit gärtnisch gestalteter Einfassung vor. Die Untergliederung des Platzes durch ein kreuzförmiges Wegesystem mit Rundplatz in der Mitte und Heckenumfriedung gehört wahrscheinlich einer Umgestaltung in DDR-Zeiten an.

Das Objekt ist ein Zeugnis für eine charakteristische Organisationsform des gesellschaftlichen Lebens in der NS-Zeit mit Bezug auf den Ort und allgemein, wobei es zugleich auf eine damit verbundene spezielle Bauaufgabe verweist. Zudem dokumentiert es die Tätigkeit des Architekten Walter Lucas, der zu den wichtigsten nationalsozialistischen Architekten in Sachsen gezählt wurde, später dann in der DDR als Leipziger Chefarchitekt ebenfalls eine einflussreiche Stellung einnahm. Unter diesen Aspekten erlangt das Objekt zeit-, orts- und architekturgeschichtliche Bedeutung.
2. ↑  Rittergut Beucha (Sachgesamtheit):
  - Gutspark Beucha: Das Rittergut Beucha (zuvor u. a. im Besitz der Familien von Haugwitz, von Kötteritz und von Zehmen) kam gegen Ende des 18. Jahrhunderts an die aus Thüringen stammende Familie von Niebecker. Heinrich Ludwig Wilhelm Freiherr von Niebecker (1757–1835) ließ um 1810 das Neue Herrenhaus errichten (nach Bauinschrift). Zu dieser Zeit ist wahrscheinlich auch mit der Anlage des Gutsparks begonnen worden. Durch Erbgang gelangte das Gut an die Freiherren von und zu Egloffstein und wurde um 1919/1920 an die Familie Steiger verkauft. Letztere bewirtschaftete seit dem späten 18. Jahrhundert als Agrarunternehmer etliche Rittergüter (vor allem im Meißner Land) und hatte mit Merino- und Saatzucht auch internationale Anerkennung erfahren. Unmittelbar nach dem Erwerb des Gutes Beucha ließ Arno Steiger das Neue Herrenhaus durch den Leipziger Architekten Emil Franz Hänsel umbauen. Seit 1945 wurden die Gebäude und der Park durch die Gemeinde genutzt und 1997 privatisiert.
  - Gebäude:
    - weiträumiger Wirtschaftshof, im Süden das Neue Herrenhaus und östlich davon das Alte Herrenhaus
    - kleines Wirtschaftsgebäude im Park östlich des Neuen Herrenhauses (wahrscheinlich nach 1945 ergänzt)

  - Einfriedung, Erschließung und Ausstattung des Gutsparks:
    - beidseitig des Neuen Herrenhauses je eine Pforte zum Garten (Bruchstein-Mauerwerk, rundbogiger Durchgang, einfache Gittertore, erneuert)
    - an die östliche Pforte anschließende Einfriedung (eiserner Gitterzaun über Bruchstein-Mauerwerkssockel), Parktor (Pfosten aus Bruchstein-Mauerwerk, flache Schalen/Kraterform, Kunststein – jüngere Ergänzung?, eiserne Torflügel)
    - Reste des ursprünglichen Wegesystems sind oberflächig nicht erkennbar
    - bastionartiger Aussichts- bzw. Sitzplatz südwestlich des neuen Herrenhauses (Futtermauer aus Bruchstein, Brüstung Beton?)

  - Bodenrelief/Gewässer:
    - Böschung hinter dem Neuen Herrenhaus zum Eulatal abfallend, eine „Gartenterrasse“ vor der Südfront des Neuen Herrenhauses bildend (auf historischen Fotografien erkennbare Treppe in der Achse des Altans heute nicht mehr feststellbar)
    - zwei Arme der Eula umrahmen den unteren Parkbereich (früher „der Hain“), weiherartige Aufweitung unterhalb des Neuen Herrenhauses sowie ein weiterer Teich („Herrenteich“?), Gewässer durch später angelegten Kanal (Steingrundbach) in ihrer Wasserführung beeinträchtigt

  - Vegetation:
    - alte Rosskastanie (Aesculus hippocastanum) seitlich der Vorfahrt des Neuen Herrenhauses (ursprünglich Teil eines Baumpaares?)
    - unweit des Parktores eine stattliche Platane (Platanus x hybrida), östlich davon eine Blut-Buche (Fagus sylvatica f. purpurea) und ein weiteres Exemplar unmittelbar am Mauerfuß des Aussichtsplatzes
    - sonstiger Gehölzbestand entlang des Eulabaches wahrscheinlich überwiegend natürlichen Ursprungs (hauptsächlich Gemeine Esche/Fraxinus excelsior, Rot-Erle/Alnus glutinosa und Stiel-Eiche/Quercus robur)
    - Buchsbaum-Anpflanzungen auf der Grünfläche der Vorfahrt sowie im Bereich der „Gartenterrasse“ vor der Südfront des Neuen Herrenhauses als jüngere Zutaten
    - der größere Teil des ursprünglichen Gutsparks (östlich des Rittergutes) wurde durch Parzellierung und Nutzung als Gartenland vollständig devastiert

  - Sichten: Ausblick vom Neuen Herrenhaus nach Süden in die Landschaft und in umgekehrter Richtung imposante Inszenierung des Herrenhauses am erhöhten Standort über der Eula-Aue (Wirkung des Altans)
  - Deutung, Bewertung: Das Rittergut Beucha dokumentiert mit seinem erhalten baulichen Bestand Entwicklungen des Herrensitzes seit dem 16. Jahrhundert (Altes Herrenhaus), über das 19. Jahrhundert bis zum 20. Jahrhundert und ist daher von ortsgeschichtlicher und bauhistorischer Bedeutung. Die besondere Bezugnahme auf die örtlichen Gegebenheiten (Hanglage über der Eula-Aue) bei der Errichtung des Neuen Herrenhauses lässt auf entsprechende Intentionen bei der Anlage des Gutsparks während des 19. Jahrhunderts schließen. Offenbar wurden diese auch bei den Veränderungen im Zuge des Umbaues des Neuen Herrenhauses um 1920 aufgegriffen (Überformung und Ergänzungen der „Gartenterrasse“?), womit die Sachgesamtheit vergleichsweise junge Entwicklungen eines Rittergutes – hier unter Beteiligung des bedeutenden Leipziger Architekten Emil Franz Hänsel – veranschaulicht. In diesem Zusammenhang (der durch vertiefende Forschungen noch zu ergründen ist) besitzen die erhaltenen Teile des Gutsparks Beucha einen gartenhistorischen Zeugniswert.
3. ↑  Rittergut Steinbach (Sachgesamtheit):

Durch Heirat mit Magdalena geb. von Zehmen (1668–1720) gelangte das Rittergut Steinbach im Jahr 1684 an Wolf Siegfried von Kötteritz (1658-1720, auf Beucha). Um 1691 ließ jener in Steinbach an Stelle eines älteren Vorgängerbaues ein neues Herrenhaus errichten. Möglicherweise zog sich die Bauphase über einen längeren Zeitraum hin, in welchem auch die dreiseitige Anlage des Gutshofes mit Torturm, die Steinbacher Kirche (1717) und wahrscheinlich auch die Formung der Insel um das Herrenhaus sowie weitere gärtnerische Gestaltungen zur Ausführung kamen. Auf den anschließenden Besitzer Christoph Friedrich von Pflugk bzw. dessen Witwe Friederike Christiane geb. von Schönberg folgten seit der Mitte des 18. Jahrhunderts bürgerliche Eigentümer (Familie Baumann) bis im Jahr 1891 der westfälische Arztsohn Alexander Pagenstecher (1862–1928, seit 1920 Abgeordneter des Sächsischen Landtages) das Rittergut Steinbach kaufte. Er ließ das Herrenhaus erneuern (um 1901), vermutlich sind auch die erhaltenen Gartenanlagen durch Arbeiten dieser Zeit geprägt. Nach dem Zweiten Weltkrieg bis um 2010 wurde das Herrenhaus als Schule genutzt.
  - Baulichkeiten: vierseitige Anlage mit U-förmig angeordneten Wirtschaftsgebäuden und Torturm, Schloss auf der südöstlichen Seite (siehe Einzeldenkmalliste), Gebäude des Wirtschaftshofes weitgehend verloren
    - Torturm: 1723 (bezeichnet mit 1715), 1992 gesichert (Dacheindeckung/Aufsatz erneuert), 2006 eingestürzt, dreigeschossig, verputzter Ziegelsteinbau, Torbogen mit mächtigem, verziertem Schlussstein, zwei Lisenen und Putzgliederung, im Erdgeschoss Lisenen und Gesims im Obergeschoss, Fenster mit Hilbersdorfer Porphyrtuffgewänden, Mansarddach, Laterne, Wetterfahne (bezeichnet mit 1992)
    - Wirtschaftsgebäude: eingeschossig in Bruch- und Ziegelstein, verputzt, Okuli, Satteldächer mit Fledermausgauben und Satteldachgauben, Rechteckfenster vermutlich später eingebrochen, nach Abbrucharbeiten 2012 heute stark ruinös, vollständig erhalten lediglich das Verwalterhaus auf der Ostseite

  - Gutspark Steinbach (südlich und södostlich des Schlosses gelegen), Erschließung/Bodenrelief/Gewässer/Ausstattung:
    - Herrenhaus auf rechteckiger Insel gegenüber dem ehemaligen Gutshof, Teich als zweites Staugewässer neben dem benachbarten Mühlteich im Verlauf des Jordanbaches, Abschnitte/Gräben im Norden und Nordosten nach 1945 verfüllt, ursprüngliche gartenkünstlerische Einteilung der Inselfläche im heutigen Zustand (oberirdisch) nicht mehr erkennbar
    - in Fortsetzung der ehemaligen Achse Torturm–Herrenhaus Überbrückung des südlichen Grabens zum Park, dort exedra-artige Geländeausformung, in drei Stufen ansteigend, mittig Treppenanlage mit zwei Zwischenpodesten (heute in moderner Fassung/Beton, vielleicht unter Verwendung einiger Pfosten einer Vorgängergestaltung aus dem frühen 20. Jahrhundert?), Platz unterhalb der Treppe in zwei symmetrische Kompartimente gegliedert, dort zehn Sandsteinpostamente in regelmäßiger Aufstellung (wahrscheinlich erst im letzten Viertel des 20. Jahrhunderts so aufgestellt, ursprünglich vielleicht Bauteile der historischen Treppenanlage?), südliche Verlängerung der übergeordneten Achse in Form einer Allee in der Feldflur nach 1945 durch Parzellierung und Bebauung restlos beseitigt
    - anschließend an die „Exedra“ landschaftliche Parkgestaltung mit Wegenetz in geschwungener Führung (auf Grund des mangelhaften Pflegezustands nicht in allen Teilen sicher zu erkennen), Anschluss im Osten an Wege des Waldgebietes Brandholz
    - nordwestlicher Abschluss des Landschaftsparks als gerade Wegeachse (Querachse zur Hauptachse des Rittergutes) zwischen Beuchaer Straße und Ostgrenze des Parks, Bergstraße als südliche Grenze
    - zweiter, verlandeter Teich im nordöstlichen Bereich des Landschaftsparks
    - Brücke von der Insel des Herrenhauses heute in moderner Form (eventuell aber unter Einbeziehung von Teilen der Bruchsteinmauerwerk-Gründungen des Vorgängerbauwerks?), zwei weitere kleine Brücken über den Jordanbach östlich des Gutes ebenfalls in moderner Bauweise (Beton)

  - Vegetation:
    - am nordwestlich der Insel am Teichufer sowie nordöstlich des Herrenhauses einzelne Altexemplare der Rosskastanien (Aesculus hippocastanum, vielleicht Reste der früheren Baumreihen des 18. Jahrhunderts?)
    - am südwestlichen Ufer der Insel eine Sumpfzypresse (Taxodium distichum), Rahmung des südlichen Inselbereichs mit Hainbuchen-Hecken sowie Gartenquartier östlich des Herrenhauses mit Liguster-Hecken aus der Nutzungsperiode als Schule stammend (ebenso einige Koniferen und Pyramidenpappeln)
    - Querachse südlich des Teiches/der Insel vielleicht früher als Eichen-Allee (einzelne Altbäume der Stiel-Eiche/Quercus robur vorhanden), im östlichen Abschnitt nach 1945 als Birken-Allee bepflanzt, am Ufer des Teich-/Grabenabschnitts einige Hainbuchen/Carpinus betulus sowie Gehölzaufwuchs (u. a. Erlen/Alnus glutinosa)
    - Kompartimente der „Exedra“ mit Rhododendron, oberhalb der Treppe zwei Spitz-Ahorn (Acer platanoides) in paarweiser Anordnung (ebenso Reste symmetrischer Baumanordnungen auf den Terrassierungen der Exedra?)
    - Gehölzbestand des landschaftlichen Teils überwiegend aus Stiel-Eiche (Quercus robur), Spitz-Ahorn (Acer platanoides), Berg-Ahorn (Acer pseudoplatanus), Hainbuche (Carpinus betulus) und Winter-Linde (Tilia cordata), als vereinzelte Beimischungen bzw. gestalterische Akzentuierungen Weymouths-Kiefer (Pinus strobus), Schwarz-Kiefer (Pinus nigra), Lärche (Larix decidua) und Blut-Buche (Fagus sylvatica f. purpurea)

  - Sichten: neben der früher ausgeprägten Achse Torturm-Herrenhaus-Exedra verschiedene Sichten zum Herrenhaus über die Wasserflächen um die Insel hinweg, Sichten zur Kirche aus der Umgebung des Herrenhauses und vom nordöstlichen Parkrand (jedoch ohne axiale Bezugnahme)
  - Deutung, Bewertung: Das Rittergut Steinbach hat mit den Verlusten der Gebäude des ehemaligen Gutshofes und der gärtnerischen Ausgestaltung der nächsten Umgebung des Herrenhauses zwar in jüngerer Zeit substanzielle Reduzierungen erfahren, dokumentiert aber noch immer beispielhaft wesentliche Charakteristika eines Herrensitzes aus der Zeit des späten 17. bzw. 18. Jahrhunderts. Neben dem Herrenhaus sind die Ausformung des Teiches mit der Insel sowie die Bodenmodellierung des Parkareals südlich des Gutes wichtige Bestandteile dieses Ensembles. Nach bisherigem Kenntnisstand fanden außerdem Ergänzungen bzw. Veränderungen während des 19. Jahrhunderts (Anlage des Landschaftsparks?) und besonders in der Zeit um 1900 hier ihren Niederschlag. So könnten die Instandsetzung des Herrenhauses mit möglicherweise gleichzeitig ausgeführter Erneuerung (oder Überformung bzw. Erweiterung?) des Gutsparks durch Alexander Pagenstecher eine bemerkenswerte Wiederaufnahme barocker Intentionen bei Gestaltungsmaßnahmen um die Wende zum 20. Jahrhundert darstellen. Die sichere Beurteilung dieser Aspekte bedarf jedoch noch der vertiefenden Quellenerschließung sowie einer vergleichenden Erforschung ähnlicher Entwicklungen anderer Rittergüter in der Region. Abgesehen von der Klärung dieser Fragen ist das Ensemble des Rittergutes Steinbach von ortsgeschichtlicher und bauhistorischer Bedeutung, die historischen Freiraumgestaltungen besitzen einen gartenhistorischen Zeugniswert.